# Tour d'Italie féminin 2004
La 15e édition du Tour d'Italie féminin (Giro Donne 2004, Giro d'Italia Internazionale Femminile en italien) a lieu du 2 au 11 juillet 2004. La course fait partie du calendrier UCI féminin en catégorie 2.9.1.
Diana Žiliūtė remporte le prologue, en partie qu'elle a profité de meilleures conditions météréologiques que ses adversaires. Le lendemain, Oenone Wood s'impose au sprint après une partie vallonnée et technique. Edita Pučinskaitė gagne en solitaire la deuxième étape. Regina Schleicher est la plus rapide du sprint le lendemain. Annette Beutler sort dans le final de la quatrième étape et évite ainsi un emballage final. Le contre-la-montre par équipes est remporté par la formation Let's Go Finland et Safi-Pasta Zara Manhattan. Cette étape façonne le classement général. Diana Žiliūtė gagne le sprint de la sixième étape, avant qu'Olga Slyusareva ne s'impose de la même manière le lendemain. Nicole Cooke lève les bras en haut de la Madonna del Ghisallo. La dernière étape se conclut par un sprint avec Angela Brodtka comme vainqueur. Nicole Cooke remporte le Tour d'Italie devant Fabiana Luperini et Priska Doppmann, toutes deux de l'équipe Let's Go Finland. Cooke est aussi la meilleure jeune. Oenone Wood gagne le classement par points, Svetlana Boubnenkova celui de la montagne, Safi-Pasta Zara Manhattan celui de la meilleure équipe.

## Présentation

### Parcours
Le parcours se situe intégralement dans le nord de l'Italie avec une incursion en Suisse. Le parcours comporte deux arrivées au sommet dont l'une en haut de la Madonna del Ghisallo, qui n'est cependant montée qu'en partie. Un contre-la-montre par équipes figure en cinquième étape. À noter, que la troisième étape se conclut en face de l'usine de Safi Pasta et la cinquième étape au siège de l'équipe Nobili Rubinetterie - Guerciotti. Alfred North le juge trop facile.

### Équipes
| Équipes féminines professionnelles (12)- Aliverti-Bianchi-Kookai - Bizkaia-Panda Software-Durango - Farm Frites-Hartol - Lietzsport Cycling - Let's Go Finland - Nobili Rubinetterie-Guerciotti - P.M.B. Fenixs-T2 - SC Michela Fanini Record Rox - Società Sportiva Lazio Ciclismo Team Ladispoli - S.A.T.S. - Safi-Pasta Zara Manhattan - USC Chirio Forno d'Asolo Équipes nationales (2)- Australie - Espagne Équipe nationale sponsorisée- Bike New Zealand Équipe féminines amateur (2)- Acqua & Sapone-Valenti Argenti - Mamma Fanini Team System Data |
| |

### Favorites
Les deux premières de l'édition précédente font partie de la même équipe et font figure de favorites : Nicole Brändli et Edita Pučinskaitė . Tout comme, Fabiana Luperini qui a remporté quatre fois l'épreuve, Joane Somarriba deux fois, Zinaida Stahurskaia et Svetlana Boubnenkova une fois. D'autres outsiders sont Susanne Ljungskog, Mirjam Melchers et Valentina Polkhanova.

## Étapes
| Étape     | Date      | Villes étapes                      | type                         | Distance (km) | Vainqueur d'étape | Leader du classement général |
| --------- | --------- | ---------------------------------- | ---------------------------- | ------------- | ----------------- | ---------------------------- |
| Prologue  | 2 juill.  | Pordenone – Pordenone              | prologue                     | 2,8           | Diana Žiliūtė     | Diana Žiliūtė                |
| 1re étape | 3 juill.  | Pordenone – Montereale Valcellina  | étape vallonnée              | 104,6         | Oenone Wood       | Diana Žiliūtė                |
| 2e étape  | 4 juill.  | Montereale Valcellina – Monfalcone | étape vallonnée              | 117           | Edita Pučinskaitė | Diana Žiliūtė                |
| 3e étape  | 5 juill.  | Cornuda – Crocetta del Montello    | étape de plaine              | 132           | Regina Schleicher | Diana Žiliūtė                |
| 4e étape  | 6 juill.  | Bareggio – Bareggio                | étape de plaine              | 118,4         | Annette Beutler   | Diana Žiliūtė                |
| 5e étape  | 7 juill.  | Brigue – Loèche-les-Bains          | contre-la-montre par équipes | 24,7          | Let's Go Finland  | Priska Doppmann              |
| 6e étape  | 8 juill.  | Sovico – Lazzate                   | étape vallonnée              | 101,8         | Diana Žiliūtė     | Diana Žiliūtė                |
| 7e étape  | 9 juill.  | Pozzo d'Adda – Oggiono             | étape vallonnée              | 90            | Olga Sljussarewa  | Diana Žiliūtė                |
| 8e étape  | 10 juill. | Oggiono – Magreglio                | étape de montagne            | 90,7          | Nicole Cooke      | Nicole Cooke                 |
| 9e étape  | 11 juill. | Lesmo – Milan                      | étape de plaine              | 103,8         | Angela Hennig     | Nicole Cooke                 |

## Déroulement de la course

### Prologue
La pluie commence à tomber après l'arrivée de huit des participantes. Dans ces conditions, les favorites Joane Somarriba et Edita Pučinskaitė chutent. Diana Žiliūtė, partie dans les premières, remporte ce prologue.
| \| Classement de l'étape \| Classement de l'étape \| Classement de l'étape \| Classement de l'étape \| Classement de l'étape \| \| Coureur \| Coureur \| Pays \| Équipe \| Temps \| \| --------------------- \| --------------------- \| --------------------- \| ------------------------------ \| --------------------- \| \| 1re \| Diana Žiliūtė \| Lituanie \| Safi-Pasta Zara Manhattan \| 3 min 38 s \| \| 2e \| Annette Beutler \| Suisse \| Lietzsport Cycling \| + 12 s \| \| 3e \| Priska Doppmann \| Suisse \| Let's Go Finland \| + 16 s \| \| 4e \| Angela Hennig \| Allemagne \| Farm Frites-Hartol \| + 16 s \| \| 5e \| Catherine Marsal \| France \| Nobili Rubinetterie-Guerciotti \| + 16 s \| \| 6e \| Zulfiya Zabirova \| Russie \| Let's Go Finland \| + 17 s \| \| 7e \| Zinaida Stahurskaia \| Biélorussie \| Mamma Fanini Team System Data \| + 17 s \| \| 8e \| Nicole Cooke \| Royaume-Uni \| Safi-Pasta Zara Manhattan \| + 17 s \| \| 9e \| Anna Zugno \| Italie \| Safi-Pasta Zara Manhattan \| + 18 s \| \| 10e \| Marianna Lorenzoni \| Italie \| Aliverti-Bianchi-Kookai \| + 18 s \| |                     |             |                                |            |
| |                     |             |                                |            |
| |                     |             |                                |            |
| Classement de l'étape |                     |             |                                |            |
| Coureur | Coureur             | Pays        | Équipe                         | Temps      |
| 1re | Diana Žiliūtė       | Lituanie    | Safi-Pasta Zara Manhattan      | 3 min 38 s |
| 2e | Annette Beutler     | Suisse      | Lietzsport Cycling             | + 12 s     |
| 3e | Priska Doppmann     | Suisse      | Let's Go Finland               | + 16 s     |
| 4e | Angela Hennig       | Allemagne   | Farm Frites-Hartol             | + 16 s     |
| 5e | Catherine Marsal    | France      | Nobili Rubinetterie-Guerciotti | + 16 s     |
| 6e | Zulfiya Zabirova    | Russie      | Let's Go Finland               | + 17 s     |
| 7e | Zinaida Stahurskaia | Biélorussie | Mamma Fanini Team System Data  | + 17 s     |
| 8e | Nicole Cooke        | Royaume-Uni | Safi-Pasta Zara Manhattan      | + 17 s     |
| 9e | Anna Zugno          | Italie      | Safi-Pasta Zara Manhattan      | + 18 s     |
| 10e | Marianna Lorenzoni  | Italie      | Aliverti-Bianchi-Kookai        | + 18 s     |

### 1reétape
Un circuit long de 27 km est parcouru quatre fois. Un côte de trois kilomètres en fait notamment partie. Zulfiya Zabirova attaque, mais Svetlana Boubnenkova la marque. La dernière ascension est menée par les équipes Acca Due O et Farm Frites. Elle est suivie de la descente, alonge le peloton. Oenone Wood s'impose au sprint.
| \| Classement de l'étape \| Classement de l'étape \| Classement de l'étape \| Classement de l'étape \| Classement de l'étape \| \| Coureur \| Coureur \| Pays \| Équipe \| Temps \| \| --------------------- \| --------------------- \| --------------------- \| ------------------------------ \| --------------------- \| \| 1re \| Oenone Wood \| Australie \| Australie \| 2 h 40 min 49 s \| \| 2e \| Olga Sljussarewa \| Russie \| Nobili Rubinetterie-Guerciotti \| + 0 s \| \| 3e \| Priska Doppmann \| Suisse \| Let's Go Finland \| + 0 s \| \| 4e \| Janildes Fernandes \| Brésil \| SC Michela Fanini Record Rox \| + 0 s \| \| 5e \| Joanne Kiesanowski \| Nouvelle-Zélande \| Bike New Zealand \| + 0 s \| \| 6e \| Diana Žiliūtė \| Lituanie \| Safi-Pasta Zara Manhattan \| + 0 s \| \| 7e \| Anita Valen de Vries \| Norvège \| S.A.T.S \| + 0 s \| \| 8e \| Isabella Wieser \| Autriche \| Lietzsport Cycling \| + 0 s \| \| 9e \| Monia Baccaille \| Italie \| Acqua & Sapone-Valenti Argenti \| + 0 s \| \| 10e \| Nicole Cooke \| Royaume-Uni \| Safi-Pasta Zara Manhattan \| + 0 s \| |                      |                  |                                |                 |
| |                      |                  |                                |                 |
| |                      |                  |                                |                 |
| Classement de l'étape |                      |                  |                                |                 |
| Coureur | Coureur              | Pays             | Équipe                         | Temps           |
| 1re | Oenone Wood          | Australie        | Australie                      | 2 h 40 min 49 s |
| 2e | Olga Sljussarewa     | Russie           | Nobili Rubinetterie-Guerciotti | + 0 s           |
| 3e | Priska Doppmann      | Suisse           | Let's Go Finland               | + 0 s           |
| 4e | Janildes Fernandes   | Brésil           | SC Michela Fanini Record Rox   | + 0 s           |
| 5e | Joanne Kiesanowski   | Nouvelle-Zélande | Bike New Zealand               | + 0 s           |
| 6e | Diana Žiliūtė        | Lituanie         | Safi-Pasta Zara Manhattan      | + 0 s           |
| 7e | Anita Valen de Vries | Norvège          | S.A.T.S                        | + 0 s           |
| 8e | Isabella Wieser      | Autriche         | Lietzsport Cycling             | + 0 s           |
| 9e | Monia Baccaille      | Italie           | Acqua & Sapone-Valenti Argenti | + 0 s           |
| 10e | Nicole Cooke         | Royaume-Uni      | Safi-Pasta Zara Manhattan      | + 0 s           |

| \| Classement général \| Classement général \| Classement général \| Classement général \| Classement général \| \| Coureur \| Coureur \| Pays \| Équipe \| Temps \| \| ------------------ \| ------------------- \| ------------------ \| ------------------------------ \| ------------------ \| \| 1re \| Diana Žiliūtė \| Lituanie \| Safi-Pasta Zara Manhattan \| 2 h 44 min 27 s \| \| 2e \| Annette Beutler \| Suisse \| Lietzsport Cycling \| + 12 s \| \| 3e \| Priska Doppmann \| Suisse \| Let's Go Finland \| + 12 s \| \| 4e \| Angela Hennig \| Allemagne \| Farm Frites-Hartol \| + 16 s \| \| 5e \| Zulfiya Zabirova \| Russie \| Let's Go Finland \| + 17 s \| \| 6e \| Zinaida Stahurskaia \| Biélorussie \| Mamma Fanini Team System Data \| + 17 s \| \| 7e \| Nicole Cooke \| Royaume-Uni \| Safi-Pasta Zara Manhattan \| + 17 s \| \| 8e \| Anna Zugno \| Italie \| Safi-Pasta Zara Manhattan \| + 18 s \| \| 9e \| Marianna Lorenzoni \| Italie \| Aliverti-Bianchi-Kookai \| + 18 s \| \| 10e \| Olga Sljussarewa \| Russie \| Nobili Rubinetterie-Guerciotti \| + 18 s \| |                     |             |                                |                 |
| |                     |             |                                |                 |
| |                     |             |                                |                 |
| Classement général |                     |             |                                |                 |
| Coureur | Coureur             | Pays        | Équipe                         | Temps           |
| 1re | Diana Žiliūtė       | Lituanie    | Safi-Pasta Zara Manhattan      | 2 h 44 min 27 s |
| 2e | Annette Beutler     | Suisse      | Lietzsport Cycling             | + 12 s          |
| 3e | Priska Doppmann     | Suisse      | Let's Go Finland               | + 12 s          |
| 4e | Angela Hennig       | Allemagne   | Farm Frites-Hartol             | + 16 s          |
| 5e | Zulfiya Zabirova    | Russie      | Let's Go Finland               | + 17 s          |
| 6e | Zinaida Stahurskaia | Biélorussie | Mamma Fanini Team System Data  | + 17 s          |
| 7e | Nicole Cooke        | Royaume-Uni | Safi-Pasta Zara Manhattan      | + 17 s          |
| 8e | Anna Zugno          | Italie      | Safi-Pasta Zara Manhattan      | + 18 s          |
| 9e | Marianna Lorenzoni  | Italie      | Aliverti-Bianchi-Kookai        | + 18 s          |
| 10e | Olga Sljussarewa    | Russie      | Nobili Rubinetterie-Guerciotti | + 18 s          |

### 2eétape
L'étape est vallonnée et il fait très chaud. À l'approche de la première difficulté, Catherine Marsal attaque. Elle est accompagnée de Arantzazu Azpiroz. Elles obtiennent trente secondes d'avance. L'équipe Safi Pasta les reprend. Dans la côte longue de quatre kilomètres, Fabiana Luperini tente de sortir. Elle est reprise, mais son accélération provoque une sélection. Dans la descente, Edita Pučinskaitė profite d'un flottement pour passer à l'offensive. Elle n'est plus reprise. Cela lui permet de se replacer au classement général après sa chute durant le prologue.
| \| Classement de l'étape \| Classement de l'étape \| Classement de l'étape \| Classement de l'étape \| Classement de l'étape \| \| Coureur \| Coureur \| Pays \| Équipe \| Temps \| \| --------------------- \| --------------------- \| --------------------- \| ------------------------------ \| --------------------- \| \| 1re \| Edita Pučinskaitė \| Lituanie \| SC Michela Fanini Record Rox \| 3 h 00 min 13 s \| \| 2e \| Olga Sljussarewa \| Russie \| Nobili Rubinetterie-Guerciotti \| + 7 s \| \| 3e \| Angela Hennig \| Allemagne \| Farm Frites-Hartol \| + 7 s \| \| 4e \| Oenone Wood \| Australie \| Australie \| + 7 s \| \| 5e \| Diana Žiliūtė \| Lituanie \| Safi-Pasta Zara Manhattan \| + 7 s \| \| 6e \| Tania Belvederesi \| Italie \| Acqua & Sapone-Valenti Argenti \| + 7 s \| \| 7e \| Priska Doppmann \| Suisse \| Let's Go Finland \| + 7 s \| \| 8e \| Annette Beutler \| Suisse \| Lietzsport Cycling \| + 7 s \| \| 9e \| Julia Martisova \| Russie \| P.M.B. Fenixs-T2 \| + 7 s \| \| 10e \| Anita Valen de Vries \| Norvège \| S.A.T.S \| + 7 s \| |                      |           |                                |                 |
| |                      |           |                                |                 |
| |                      |           |                                |                 |
| Classement de l'étape |                      |           |                                |                 |
| Coureur | Coureur              | Pays      | Équipe                         | Temps           |
| 1re | Edita Pučinskaitė    | Lituanie  | SC Michela Fanini Record Rox   | 3 h 00 min 13 s |
| 2e | Olga Sljussarewa     | Russie    | Nobili Rubinetterie-Guerciotti | + 7 s           |
| 3e | Angela Hennig        | Allemagne | Farm Frites-Hartol             | + 7 s           |
| 4e | Oenone Wood          | Australie | Australie                      | + 7 s           |
| 5e | Diana Žiliūtė        | Lituanie  | Safi-Pasta Zara Manhattan      | + 7 s           |
| 6e | Tania Belvederesi    | Italie    | Acqua & Sapone-Valenti Argenti | + 7 s           |
| 7e | Priska Doppmann      | Suisse    | Let's Go Finland               | + 7 s           |
| 8e | Annette Beutler      | Suisse    | Lietzsport Cycling             | + 7 s           |
| 9e | Julia Martisova      | Russie    | P.M.B. Fenixs-T2               | + 7 s           |
| 10e | Anita Valen de Vries | Norvège   | S.A.T.S                        | + 7 s           |

| \| Classement général \| Classement général \| Classement général \| Classement général \| Classement général \| \| Coureur \| Coureur \| Pays \| Équipe \| Temps \| \| ------------------ \| ------------------- \| ------------------ \| ------------------------------ \| ------------------ \| \| 1re \| Diana Žiliūtė \| Lituanie \| Safi-Pasta Zara Manhattan \| 5 h 44 min 47 s \| \| 2e \| Annette Beutler \| Suisse \| Lietzsport Cycling \| + 12 s \| \| 3e \| Priska Doppmann \| Suisse \| Let's Go Finland \| + 12 s \| \| 4e \| Olga Sljussarewa \| Russie \| Nobili Rubinetterie-Guerciotti \| + 12 s \| \| 5e \| Angela Hennig \| Allemagne \| Farm Frites-Hartol \| + 12 s \| \| 6e \| Zulfiya Zabirova \| Russie \| Let's Go Finland \| + 17 s \| \| 7e \| Zinaida Stahurskaia \| Biélorussie \| Mamma Fanini Team System Data \| + 17 s \| \| 8e \| Nicole Cooke \| Royaume-Uni \| Safi-Pasta Zara Manhattan \| + 17 s \| \| 9e \| Anna Zugno \| Italie \| Safi-Pasta Zara Manhattan \| + 18 s \| \| 10e \| Edita Pučinskaitė \| Lituanie \| SC Michela Fanini Record Rox \| + 18 s \| |                     |             |                                |                 |
| |                     |             |                                |                 |
| |                     |             |                                |                 |
| Classement général |                     |             |                                |                 |
| Coureur | Coureur             | Pays        | Équipe                         | Temps           |
| 1re | Diana Žiliūtė       | Lituanie    | Safi-Pasta Zara Manhattan      | 5 h 44 min 47 s |
| 2e | Annette Beutler     | Suisse      | Lietzsport Cycling             | + 12 s          |
| 3e | Priska Doppmann     | Suisse      | Let's Go Finland               | + 12 s          |
| 4e | Olga Sljussarewa    | Russie      | Nobili Rubinetterie-Guerciotti | + 12 s          |
| 5e | Angela Hennig       | Allemagne   | Farm Frites-Hartol             | + 12 s          |
| 6e | Zulfiya Zabirova    | Russie      | Let's Go Finland               | + 17 s          |
| 7e | Zinaida Stahurskaia | Biélorussie | Mamma Fanini Team System Data  | + 17 s          |
| 8e | Nicole Cooke        | Royaume-Uni | Safi-Pasta Zara Manhattan      | + 17 s          |
| 9e | Anna Zugno          | Italie      | Safi-Pasta Zara Manhattan      | + 18 s          |
| 10e | Edita Pučinskaitė   | Lituanie    | SC Michela Fanini Record Rox   | + 18 s          |

### 3eétape
Il fait chaud sur la course. L'ascension de troisième catégorie lâche de nombreuses coureuses. L'équipe Safi Pasta contrôle la course. Dans ces conditions, Regina Schleicher s'impose au sprint. La ligne d'arrivée est située en face de l'usine de leur partenaire.
| \| Classement de l'étape \| Classement de l'étape \| Classement de l'étape \| Classement de l'étape \| Classement de l'étape \| \| Coureur \| Coureur \| Pays \| Équipe \| Temps \| \| --------------------- \| --------------------- \| --------------------- \| ------------------------------ \| --------------------- \| \| 1re \| Regina Schleicher \| Allemagne \| Safi-Pasta Zara Manhattan \| 3 h 17 min 26 s \| \| 2e \| Oenone Wood \| Australie \| Australie \| + 0 s \| \| 3e \| Angela Hennig \| Allemagne \| Farm Frites-Hartol \| + 0 s \| \| 4e \| Priska Doppmann \| Suisse \| Let's Go Finland \| + 0 s \| \| 5e \| Tania Belvederesi \| Italie \| Acqua & Sapone-Valenti Argenti \| + 0 s \| \| 6e \| Diana Žiliūtė \| Lituanie \| Safi-Pasta Zara Manhattan \| + 0 s \| \| 7e \| Janildes Fernandes \| Brésil \| SC Michela Fanini Record Rox \| + 0 s \| \| 8e \| Joanne Kiesanowski \| Nouvelle-Zélande \| Bike New Zealand \| + 0 s \| \| 9e \| Olga Sljussarewa \| Russie \| Nobili Rubinetterie-Guerciotti \| + 0 s \| \| 10e \| Annette Beutler \| Suisse \| Lietzsport Cycling \| + 0 s \| |                    |                  |                                |                 |
| |                    |                  |                                |                 |
| |                    |                  |                                |                 |
| Classement de l'étape |                    |                  |                                |                 |
| Coureur | Coureur            | Pays             | Équipe                         | Temps           |
| 1re | Regina Schleicher  | Allemagne        | Safi-Pasta Zara Manhattan      | 3 h 17 min 26 s |
| 2e | Oenone Wood        | Australie        | Australie                      | + 0 s           |
| 3e | Angela Hennig      | Allemagne        | Farm Frites-Hartol             | + 0 s           |
| 4e | Priska Doppmann    | Suisse           | Let's Go Finland               | + 0 s           |
| 5e | Tania Belvederesi  | Italie           | Acqua & Sapone-Valenti Argenti | + 0 s           |
| 6e | Diana Žiliūtė      | Lituanie         | Safi-Pasta Zara Manhattan      | + 0 s           |
| 7e | Janildes Fernandes | Brésil           | SC Michela Fanini Record Rox   | + 0 s           |
| 8e | Joanne Kiesanowski | Nouvelle-Zélande | Bike New Zealand               | + 0 s           |
| 9e | Olga Sljussarewa   | Russie           | Nobili Rubinetterie-Guerciotti | + 0 s           |
| 10e | Annette Beutler    | Suisse           | Lietzsport Cycling             | + 0 s           |

| \| Classement général \| Classement général \| Classement général \| Classement général \| Classement général \| \| Coureur \| Coureur \| Pays \| Équipe \| Temps \| \| ------------------ \| ------------------- \| ------------------ \| ------------------------------ \| ------------------ \| \| 1re \| Diana Žiliūtė \| Lituanie \| Safi-Pasta Zara Manhattan \| 9 h 02 min 13 s \| \| 2e \| Angela Hennig \| Allemagne \| Farm Frites-Hartol \| + 8 s \| \| 3e \| Annette Beutler \| Suisse \| Lietzsport Cycling \| + 12 s \| \| 4e \| Priska Doppmann \| Suisse \| Let's Go Finland \| + 12 s \| \| 5e \| Olga Sljussarewa \| Russie \| Nobili Rubinetterie-Guerciotti \| + 12 s \| \| 6e \| Oenone Wood \| Australie \| Australie \| + 13 s \| \| 7e \| Zulfiya Zabirova \| Russie \| Let's Go Finland \| + 17 s \| \| 8e \| Zinaida Stahurskaia \| Biélorussie \| Mamma Fanini Team System Data \| + 17 s \| \| 9e \| Nicole Cooke \| Royaume-Uni \| Safi-Pasta Zara Manhattan \| + 17 s \| \| 10e \| Anna Zugno \| Italie \| Safi-Pasta Zara Manhattan \| + 18 s \| |                     |             |                                |                 |
| |                     |             |                                |                 |
| |                     |             |                                |                 |
| Classement général |                     |             |                                |                 |
| Coureur | Coureur             | Pays        | Équipe                         | Temps           |
| 1re | Diana Žiliūtė       | Lituanie    | Safi-Pasta Zara Manhattan      | 9 h 02 min 13 s |
| 2e | Angela Hennig       | Allemagne   | Farm Frites-Hartol             | + 8 s           |
| 3e | Annette Beutler     | Suisse      | Lietzsport Cycling             | + 12 s          |
| 4e | Priska Doppmann     | Suisse      | Let's Go Finland               | + 12 s          |
| 5e | Olga Sljussarewa    | Russie      | Nobili Rubinetterie-Guerciotti | + 12 s          |
| 6e | Oenone Wood         | Australie   | Australie                      | + 13 s          |
| 7e | Zulfiya Zabirova    | Russie      | Let's Go Finland               | + 17 s          |
| 8e | Zinaida Stahurskaia | Biélorussie | Mamma Fanini Team System Data  | + 17 s          |
| 9e | Nicole Cooke        | Royaume-Uni | Safi-Pasta Zara Manhattan      | + 17 s          |
| 10e | Anna Zugno          | Italie      | Safi-Pasta Zara Manhattan      | + 18 s          |

### 4eétape
Huit tours d'un circuit de 15 km sont effectués. Dans le quatrième tour, Ombretta Ugolini accélère. Reprise, Catherine Marsal contre. Olivia Gollan tente de suivre, mais les deux sont reprises. Marsal attaque de nouveau et cette fois parvient à rester à l'avant. Elle prend deux minutes d'avance. Néanmoins, l'équipe Fanini chasse et la reprend à un tour de l'arrivée. Annette Beutler sort dans le final et résiste au retour du peloton. L'arrivée est jugée dans la ville siège de l'équipe Nobili Rubinetterie-Guerciotti.
| \| Classement de l'étape \| Classement de l'étape \| Classement de l'étape \| Classement de l'étape \| Classement de l'étape \| \| Coureur \| Coureur \| Pays \| Équipe \| Temps \| \| --------------------- \| --------------------- \| --------------------- \| ------------------------------ \| --------------------- \| \| 1re \| Annette Beutler \| Suisse \| Lietzsport Cycling \| 2 h 59 min 45 s \| \| 2e \| Regina Schleicher \| Allemagne \| Safi-Pasta Zara Manhattan \| + 0 s \| \| 3e \| Oenone Wood \| Australie \| Australie \| + 0 s \| \| 4e \| Angela Hennig \| Allemagne \| Farm Frites-Hartol \| + 0 s \| \| 5e \| Isabella Wieser \| Autriche \| Lietzsport Cycling \| + 0 s \| \| 6e \| Olga Sljussarewa \| Russie \| Nobili Rubinetterie-Guerciotti \| + 0 s \| \| 7e \| Tania Belvederesi \| Italie \| Acqua & Sapone-Valenti Argenti \| + 0 s \| \| 8e \| Diana Žiliūtė \| Lituanie \| Safi-Pasta Zara Manhattan \| + 0 s \| \| 9e \| Joanne Kiesanowski \| Nouvelle-Zélande \| Bike New Zealand \| + 0 s \| \| 10e \| Priska Doppmann \| Suisse \| Let's Go Finland \| + 0 s \| |                    |                  |                                |                 |
| |                    |                  |                                |                 |
| |                    |                  |                                |                 |
| Classement de l'étape |                    |                  |                                |                 |
| Coureur | Coureur            | Pays             | Équipe                         | Temps           |
| 1re | Annette Beutler    | Suisse           | Lietzsport Cycling             | 2 h 59 min 45 s |
| 2e | Regina Schleicher  | Allemagne        | Safi-Pasta Zara Manhattan      | + 0 s           |
| 3e | Oenone Wood        | Australie        | Australie                      | + 0 s           |
| 4e | Angela Hennig      | Allemagne        | Farm Frites-Hartol             | + 0 s           |
| 5e | Isabella Wieser    | Autriche         | Lietzsport Cycling             | + 0 s           |
| 6e | Olga Sljussarewa   | Russie           | Nobili Rubinetterie-Guerciotti | + 0 s           |
| 7e | Tania Belvederesi  | Italie           | Acqua & Sapone-Valenti Argenti | + 0 s           |
| 8e | Diana Žiliūtė      | Lituanie         | Safi-Pasta Zara Manhattan      | + 0 s           |
| 9e | Joanne Kiesanowski | Nouvelle-Zélande | Bike New Zealand               | + 0 s           |
| 10e | Priska Doppmann    | Suisse           | Let's Go Finland               | + 0 s           |

| \| Classement général \| Classement général \| Classement général \| Classement général \| Classement général \| \| Coureur \| Coureur \| Pays \| Équipe \| Temps \| \| ------------------ \| ------------------- \| ------------------ \| ------------------------------ \| ------------------ \| \| 1re \| Diana Žiliūtė \| Lituanie \| Safi-Pasta Zara Manhattan \| 12 h 01 min 58 s \| \| 2e \| Annette Beutler \| Suisse \| Lietzsport Cycling \| + 2 s \| \| 3e \| Angela Hennig \| Allemagne \| Farm Frites-Hartol \| + 8 s \| \| 4e \| Oenone Wood \| Australie \| Australie \| + 9 s \| \| 5e \| Priska Doppmann \| Suisse \| Let's Go Finland \| + 12 s \| \| 6e \| Olga Sljussarewa \| Russie \| Nobili Rubinetterie-Guerciotti \| + 12 s \| \| 7e \| Zulfiya Zabirova \| Russie \| Let's Go Finland \| + 17 s \| \| 8e \| Zinaida Stahurskaia \| Biélorussie \| Mamma Fanini Team System Data \| + 17 s \| \| 9e \| Nicole Cooke \| Royaume-Uni \| Safi-Pasta Zara Manhattan \| + 17 s \| \| 10e \| Edita Pučinskaitė \| Lituanie \| SC Michela Fanini Record Rox \| + 18 s \| |                     |             |                                |                  |
| |                     |             |                                |                  |
| |                     |             |                                |                  |
| Classement général |                     |             |                                |                  |
| Coureur | Coureur             | Pays        | Équipe                         | Temps            |
| 1re | Diana Žiliūtė       | Lituanie    | Safi-Pasta Zara Manhattan      | 12 h 01 min 58 s |
| 2e | Annette Beutler     | Suisse      | Lietzsport Cycling             | + 2 s            |
| 3e | Angela Hennig       | Allemagne   | Farm Frites-Hartol             | + 8 s            |
| 4e | Oenone Wood         | Australie   | Australie                      | + 9 s            |
| 5e | Priska Doppmann     | Suisse      | Let's Go Finland               | + 12 s           |
| 6e | Olga Sljussarewa    | Russie      | Nobili Rubinetterie-Guerciotti | + 12 s           |
| 7e | Zulfiya Zabirova    | Russie      | Let's Go Finland               | + 17 s           |
| 8e | Zinaida Stahurskaia | Biélorussie | Mamma Fanini Team System Data  | + 17 s           |
| 9e | Nicole Cooke        | Royaume-Uni | Safi-Pasta Zara Manhattan      | + 17 s           |
| 10e | Edita Pučinskaitė   | Lituanie    | SC Michela Fanini Record Rox   | + 18 s           |

### 5eétape
Ce contre-la-montre par équipes comporte une difficulté. La formation Let's Go Finland emmenée par Fabiana Luperini,  Priska Doppmann et Zulfiya Zabirova, remporte l'étape devant Safi-Pasta Zara de Diana Žiliūtė. Priska Doppmann devient la nouvelle porteuse du maillot rose. Bizkaia-Panda-Durango perd plus de trois minutes, sa leader, Joane Somarriba, n'a plus de chance de s'imposer au classement général. L'équipe des favorites Nicole Brändli et Edita Pučinskaitė SC Michela Fanini concède plus de quatre minutes.
| \| Classement de l'étape \| Classement de l'étape \| Classement de l'étape \| Classement de l'étape \| Classement de l'étape \| Classement de l'étape \| \| Équipe \| Équipe \| Pays \| Temps \| Écart de temps \| Vitesse moy. \| \| --------------------- \| ------------------------------ \| --------------------- \| --------------------- \| --------------------- \| --------------------- \| \| 1re \| Let's Go Finland \| Finlande \| 51 min 54 s \| \| \| \| 2e \| Safi-Pasta Zara Manhattan \| Italie \| \| + 17 s \| \| \| 3e \| Farm Frites-Hartol \| Pays-Bas \| \| + 46 s \| \| \| 4e \| Nobili Rubinetterie-Guerciotti \| Italie \| \| + 1 min 44 s \| \| \| 5e \| Australie \| Australie \| \| + 2 min 04 s \| \| \| 6e \| P.M.B. Fenixs-T2 \| Italie \| \| + 2 min 21 s \| \| \| 7e \| S.A.T.S. \| Danemark \| \| + 2 min 28 s \| \| \| 8e \| Lietzsport Cycling \| Autriche \| \| + 2 min 48 s \| \| \| 9e \| Mamma Fanini Team System Data \| Italie \| \| + 3 min 23 s \| \| \| 10e \| USC Chirio Forno d'Asolo \| Italie \| \| + 3 min 28 s \| \| |                                |           |             |                |              |
| |                                |           |             |                |              |
| |                                |           |             |                |              |
| Classement de l'étape |                                |           |             |                |              |
| Équipe | Équipe                         | Pays      | Temps       | Écart de temps | Vitesse moy. |
| 1re | Let's Go Finland               | Finlande  | 51 min 54 s |                |              |
| 2e | Safi-Pasta Zara Manhattan      | Italie    |             | + 17 s         |              |
| 3e | Farm Frites-Hartol             | Pays-Bas  |             | + 46 s         |              |
| 4e | Nobili Rubinetterie-Guerciotti | Italie    |             | + 1 min 44 s   |              |
| 5e | Australie                      | Australie |             | + 2 min 04 s   |              |
| 6e | P.M.B. Fenixs-T2               | Italie    |             | + 2 min 21 s   |              |
| 7e | S.A.T.S.                       | Danemark  |             | + 2 min 28 s   |              |
| 8e | Lietzsport Cycling             | Autriche  |             | + 2 min 48 s   |              |
| 9e | Mamma Fanini Team System Data  | Italie    |             | + 3 min 23 s   |              |
| 10e | USC Chirio Forno d'Asolo       | Italie    |             | + 3 min 28 s   |              |

| \| Classement général \| Classement général \| Classement général \| Classement général \| Classement général \| \| Coureur \| Coureur \| Pays \| Équipe \| Temps \| \| ------------------ \| ---------------------- \| ------------------ \| ------------------------------ \| ------------------ \| \| 1re \| Priska Doppmann \| Suisse \| Let's Go Finland \| 12 h 53 min 55 s \| \| 2e \| Diana Žiliūtė \| Lituanie \| Safi-Pasta Zara Manhattan \| + 5 s \| \| 3e \| Zulfiya Zabirova \| Russie \| Let's Go Finland \| + 5 s \| \| 4e \| Nicole Cooke \| Royaume-Uni \| Safi-Pasta Zara Manhattan \| + 22 s \| \| 5e \| Fabiana Luperini \| Italie \| Let's Go Finland \| + 23 s \| \| 6e \| Mirjam Melchers \| Pays-Bas \| Farm Frites-Hartol \| + 56 s \| \| 7e \| Modesta Vžesniauskaitė \| Lituanie \| Safi-Pasta Zara Manhattan \| + 1 min 11 s \| \| 8e \| Rachel Heal \| Royaume-Uni \| Farm Frites-Hartol \| + 1 min 25 s \| \| 9e \| Anouska van der Zee \| Pays-Bas \| Farm Frites-Hartol \| + 1 min 36 s \| \| 10e \| Olga Sljussarewa \| Russie \| Nobili Rubinetterie-Guerciotti \| + 1 min 44 s \| |                        |             |                                |                  |
| |                        |             |                                |                  |
| |                        |             |                                |                  |
| Classement général |                        |             |                                |                  |
| Coureur | Coureur                | Pays        | Équipe                         | Temps            |
| 1re | Priska Doppmann        | Suisse      | Let's Go Finland               | 12 h 53 min 55 s |
| 2e | Diana Žiliūtė          | Lituanie    | Safi-Pasta Zara Manhattan      | + 5 s            |
| 3e | Zulfiya Zabirova       | Russie      | Let's Go Finland               | + 5 s            |
| 4e | Nicole Cooke           | Royaume-Uni | Safi-Pasta Zara Manhattan      | + 22 s           |
| 5e | Fabiana Luperini       | Italie      | Let's Go Finland               | + 23 s           |
| 6e | Mirjam Melchers        | Pays-Bas    | Farm Frites-Hartol             | + 56 s           |
| 7e | Modesta Vžesniauskaitė | Lituanie    | Safi-Pasta Zara Manhattan      | + 1 min 11 s     |
| 8e | Rachel Heal            | Royaume-Uni | Farm Frites-Hartol             | + 1 min 25 s     |
| 9e | Anouska van der Zee    | Pays-Bas    | Farm Frites-Hartol             | + 1 min 36 s     |
| 10e | Olga Sljussarewa       | Russie      | Nobili Rubinetterie-Guerciotti | + 1 min 44 s     |

### 6eétape
La météo est pluvieuse et le parcours très technique avec des routes étroites et sinueuses. Svetlana Boubnenkova utilise les difficultés pour augmenter le rythme. Entre la première et deuxième difficulté, Elsbeth Vink sort du peloton et obtient un avantage de cinquante secondes. Dans la troisième montée du jour, Marion Clignet tente d'opérer la jonction, mais les deux coureuses sont reprises. Les trente derniers kilomètres sont plats. Les formations Safi Pasta et Let's Go Finland maintiennent le peloton groupé. Après l'arrivée sur le circuit urbain, long de 6 km et parcouru trois fois, l'Australie se place également à l'avant. Diana Žiliūtė remporte le sprint et reprend la tête du classement général, laissée la veille à Priska Doppmann.
| \| Classement de l'étape \| Classement de l'étape \| Classement de l'étape \| Classement de l'étape \| Classement de l'étape \| \| Coureur \| Coureur \| Pays \| Équipe \| Temps \| \| --------------------- \| --------------------- \| --------------------- \| ------------------------------ \| --------------------- \| \| 1re \| Diana Žiliūtė \| Lituanie \| Safi-Pasta Zara Manhattan \| 2 h 27 min 26 s \| \| 2e \| Nicole Cooke \| Royaume-Uni \| Safi-Pasta Zara Manhattan \| + 0 s \| \| 3e \| Oenone Wood \| Australie \| Australie \| + 0 s \| \| 4e \| Priska Doppmann \| Suisse \| Let's Go Finland \| + 0 s \| \| 5e \| Angela Hennig \| Allemagne \| Farm Frites-Hartol \| + 0 s \| \| 6e \| Tania Belvederesi \| Italie \| Acqua & Sapone-Valenti Argenti \| + 0 s \| \| 7e \| Olga Sljussarewa \| Russie \| Nobili Rubinetterie-Guerciotti \| + 0 s \| \| 8e \| Isabella Wieser \| Autriche \| Lietzsport Cycling \| + 0 s \| \| 9e \| Zinaida Stahurskaia \| Biélorussie \| Mamma Fanini Team System Data \| + 0 s \| \| 10e \| Valentyna Karpenko \| Ukraine \| SC Michela Fanini Record Rox \| + 0 s \| |                     |             |                                |                 |
| |                     |             |                                |                 |
| |                     |             |                                |                 |
| Classement de l'étape |                     |             |                                |                 |
| Coureur | Coureur             | Pays        | Équipe                         | Temps           |
| 1re | Diana Žiliūtė       | Lituanie    | Safi-Pasta Zara Manhattan      | 2 h 27 min 26 s |
| 2e | Nicole Cooke        | Royaume-Uni | Safi-Pasta Zara Manhattan      | + 0 s           |
| 3e | Oenone Wood         | Australie   | Australie                      | + 0 s           |
| 4e | Priska Doppmann     | Suisse      | Let's Go Finland               | + 0 s           |
| 5e | Angela Hennig       | Allemagne   | Farm Frites-Hartol             | + 0 s           |
| 6e | Tania Belvederesi   | Italie      | Acqua & Sapone-Valenti Argenti | + 0 s           |
| 7e | Olga Sljussarewa    | Russie      | Nobili Rubinetterie-Guerciotti | + 0 s           |
| 8e | Isabella Wieser     | Autriche    | Lietzsport Cycling             | + 0 s           |
| 9e | Zinaida Stahurskaia | Biélorussie | Mamma Fanini Team System Data  | + 0 s           |
| 10e | Valentyna Karpenko  | Ukraine     | SC Michela Fanini Record Rox   | + 0 s           |

| \| Classement général \| Classement général \| Classement général \| Classement général \| Classement général \| \| Coureur \| Coureur \| Pays \| Équipe \| Temps \| \| ------------------ \| ---------------------- \| ------------------ \| ------------------------------ \| ------------------ \| \| 1re \| Diana Žiliūtė \| Lituanie \| Safi-Pasta Zara Manhattan \| 15 h 21 min 16 s \| \| 2e \| Priska Doppmann \| Suisse \| Let's Go Finland \| + 5 s \| \| 3e \| Zulfiya Zabirova \| Russie \| Let's Go Finland \| + 10 s \| \| 4e \| Nicole Cooke \| Royaume-Uni \| Safi-Pasta Zara Manhattan \| + 21 s \| \| 5e \| Fabiana Luperini \| Italie \| Let's Go Finland \| + 28 s \| \| 6e \| Mirjam Melchers \| Pays-Bas \| Farm Frites-Hartol \| + 1 min 01 s \| \| 7e \| Modesta Vžesniauskaitė \| Lituanie \| Safi-Pasta Zara Manhattan \| + 1 min 16 s \| \| 8e \| Rachel Heal \| Royaume-Uni \| Farm Frites-Hartol \| + 1 min 30 s \| \| 9e \| Anouska van der Zee \| Pays-Bas \| Farm Frites-Hartol \| + 1 min 41 s \| \| 10e \| Olga Sljussarewa \| Russie \| Nobili Rubinetterie-Guerciotti \| + 1 min 49 s \| |                        |             |                                |                  |
| |                        |             |                                |                  |
| |                        |             |                                |                  |
| Classement général |                        |             |                                |                  |
| Coureur | Coureur                | Pays        | Équipe                         | Temps            |
| 1re | Diana Žiliūtė          | Lituanie    | Safi-Pasta Zara Manhattan      | 15 h 21 min 16 s |
| 2e | Priska Doppmann        | Suisse      | Let's Go Finland               | + 5 s            |
| 3e | Zulfiya Zabirova       | Russie      | Let's Go Finland               | + 10 s           |
| 4e | Nicole Cooke           | Royaume-Uni | Safi-Pasta Zara Manhattan      | + 21 s           |
| 5e | Fabiana Luperini       | Italie      | Let's Go Finland               | + 28 s           |
| 6e | Mirjam Melchers        | Pays-Bas    | Farm Frites-Hartol             | + 1 min 01 s     |
| 7e | Modesta Vžesniauskaitė | Lituanie    | Safi-Pasta Zara Manhattan      | + 1 min 16 s     |
| 8e | Rachel Heal            | Royaume-Uni | Farm Frites-Hartol             | + 1 min 30 s     |
| 9e | Anouska van der Zee    | Pays-Bas    | Farm Frites-Hartol             | + 1 min 41 s     |
| 10e | Olga Sljussarewa       | Russie      | Nobili Rubinetterie-Guerciotti | + 1 min 49 s     |

### 7eétape
Ghita Beltman est la première échappée. Elle est accompagnée d'une autre coureuse. Elles obtiennent deux minutes d'avance. Au kilomètre soixante-treize, la côte principale de l'étape provoque le regroupement. Edita Pučinskaitė et Fabiana Luperini y attaquent. Néanmoins, le peloton reste groupé passé le sommet. Au sprint, Olga Slyusareva est parfaitement emmenée et s'impose.
| \| Classement de l'étape \| Classement de l'étape \| Classement de l'étape \| Classement de l'étape \| Classement de l'étape \| \| Coureur \| Coureur \| Pays \| Équipe \| Temps \| \| --------------------- \| --------------------- \| --------------------- \| ------------------------------ \| --------------------- \| \| 1re \| Olga Sljussarewa \| Russie \| Nobili Rubinetterie-Guerciotti \| 2 h 12 min 30 s \| \| 2e \| Zinaida Stahurskaia \| Biélorussie \| Mamma Fanini Team System Data \| + 0 s \| \| 3e \| Diana Žiliūtė \| Lituanie \| Safi-Pasta Zara Manhattan \| + 0 s \| \| 4e \| Nicole Cooke \| Royaume-Uni \| Safi-Pasta Zara Manhattan \| + 0 s \| \| 5e \| Oenone Wood \| Australie \| Australie \| + 0 s \| \| 6e \| Priska Doppmann \| Suisse \| Let's Go Finland \| + 0 s \| \| 7e \| Nicole Brändli \| Suisse \| SC Michela Fanini Record Rox \| + 0 s \| \| 8e \| Mirjam Melchers \| Pays-Bas \| Farm Frites-Hartol \| + 0 s \| \| 9e \| Teodora Ruano \| Espagne \| Espagne \| + 0 s \| \| 10e \| Edita Pučinskaitė \| Lituanie \| SC Michela Fanini Record Rox \| + 0 s \| |                     |             |                                |                 |
| |                     |             |                                |                 |
| |                     |             |                                |                 |
| Classement de l'étape |                     |             |                                |                 |
| Coureur | Coureur             | Pays        | Équipe                         | Temps           |
| 1re | Olga Sljussarewa    | Russie      | Nobili Rubinetterie-Guerciotti | 2 h 12 min 30 s |
| 2e | Zinaida Stahurskaia | Biélorussie | Mamma Fanini Team System Data  | + 0 s           |
| 3e | Diana Žiliūtė       | Lituanie    | Safi-Pasta Zara Manhattan      | + 0 s           |
| 4e | Nicole Cooke        | Royaume-Uni | Safi-Pasta Zara Manhattan      | + 0 s           |
| 5e | Oenone Wood         | Australie   | Australie                      | + 0 s           |
| 6e | Priska Doppmann     | Suisse      | Let's Go Finland               | + 0 s           |
| 7e | Nicole Brändli      | Suisse      | SC Michela Fanini Record Rox   | + 0 s           |
| 8e | Mirjam Melchers     | Pays-Bas    | Farm Frites-Hartol             | + 0 s           |
| 9e | Teodora Ruano       | Espagne     | Espagne                        | + 0 s           |
| 10e | Edita Pučinskaitė   | Lituanie    | SC Michela Fanini Record Rox   | + 0 s           |

| \| Classement général \| Classement général \| Classement général \| Classement général \| Classement général \| \| Coureur \| Coureur \| Pays \| Équipe \| Temps \| \| ------------------ \| ---------------------- \| ------------------ \| ------------------------------ \| ------------------ \| \| 1re \| Diana Žiliūtė \| Lituanie \| Safi-Pasta Zara Manhattan \| 17 h 33 min 42 s \| \| 2e \| Priska Doppmann \| Suisse \| Let's Go Finland \| + 9 s \| \| 3e \| Zulfiya Zabirova \| Russie \| Let's Go Finland \| + 14 s \| \| 4e \| Nicole Cooke \| Royaume-Uni \| Safi-Pasta Zara Manhattan \| + 25 s \| \| 5e \| Fabiana Luperini \| Italie \| Let's Go Finland \| + 32 s \| \| 6e \| Mirjam Melchers \| Pays-Bas \| Farm Frites-Hartol \| + 1 min 05 s \| \| 7e \| Modesta Vžesniauskaitė \| Lituanie \| Safi-Pasta Zara Manhattan \| + 1 min 20 s \| \| 8e \| Rachel Heal \| Royaume-Uni \| Farm Frites-Hartol \| + 1 min 34 s \| \| 9e \| Olga Sljussarewa \| Russie \| Nobili Rubinetterie-Guerciotti \| + 1 min 43 s \| \| 10e \| Anouska van der Zee \| Pays-Bas \| Farm Frites-Hartol \| + 1 min 45 s \| |                        |             |                                |                  |
| |                        |             |                                |                  |
| |                        |             |                                |                  |
| Classement général |                        |             |                                |                  |
| Coureur | Coureur                | Pays        | Équipe                         | Temps            |
| 1re | Diana Žiliūtė          | Lituanie    | Safi-Pasta Zara Manhattan      | 17 h 33 min 42 s |
| 2e | Priska Doppmann        | Suisse      | Let's Go Finland               | + 9 s            |
| 3e | Zulfiya Zabirova       | Russie      | Let's Go Finland               | + 14 s           |
| 4e | Nicole Cooke           | Royaume-Uni | Safi-Pasta Zara Manhattan      | + 25 s           |
| 5e | Fabiana Luperini       | Italie      | Let's Go Finland               | + 32 s           |
| 6e | Mirjam Melchers        | Pays-Bas    | Farm Frites-Hartol             | + 1 min 05 s     |
| 7e | Modesta Vžesniauskaitė | Lituanie    | Safi-Pasta Zara Manhattan      | + 1 min 20 s     |
| 8e | Rachel Heal            | Royaume-Uni | Farm Frites-Hartol             | + 1 min 34 s     |
| 9e | Olga Sljussarewa       | Russie      | Nobili Rubinetterie-Guerciotti | + 1 min 43 s     |
| 10e | Anouska van der Zee    | Pays-Bas    | Farm Frites-Hartol             | + 1 min 45 s     |

### 8eétape
L'étape débute par quatre tours de circuit comportant un raidillon. Sept coureuses s'y échappent, mais sont reprises quand la course commence la montée de la Madonna del Ghisallo. Dans les premières pentes, Fabiana Luperini et Edita Pučinskaitė attaquent. Seuls les favorites parviennent à les suivre. À l'approche du sommet, Nicole Cooke passe à l'offensive et gagne. Elle s'empare du maillot rose.
| \| Classement de l'étape \| Classement de l'étape \| Classement de l'étape \| Classement de l'étape \| Classement de l'étape \| \| Coureur \| Coureur \| Pays \| Équipe \| Temps \| \| --------------------- \| ---------------------- \| --------------------- \| ------------------------------ \| --------------------- \| \| 1re \| Nicole Cooke \| Royaume-Uni \| Safi-Pasta Zara Manhattan \| 2 h 22 min 16 s \| \| 2e \| Edita Pučinskaitė \| Lituanie \| SC Michela Fanini Record Rox \| + 14 s \| \| 3e \| Nicole Brändli \| Suisse \| SC Michela Fanini Record Rox \| + 18 s \| \| 4e \| Walentina Polchanowa \| Russie \| Nobili Rubinetterie-Guerciotti \| + 32 s \| \| 5e \| Fabiana Luperini \| Italie \| Let's Go Finland \| + 32 s \| \| 6e \| Joane Somarriba \| Espagne \| Bizkaia-Panda Software-Durango \| + 38 s \| \| 7e \| Mirjam Melchers \| Pays-Bas \| Farm Frites-Hartol \| + 38 s \| \| 8e \| Swetlana Bubnenkowa \| Russie \| P.M.B. Fenixs-T2 \| + 41 s \| \| 9e \| Modesta Vžesniauskaitė \| Lituanie \| Safi-Pasta Zara Manhattan \| + 1 min 07 s \| \| 10e \| Priska Doppmann \| Suisse \| Let's Go Finland \| + 1 min 11 s \| |                        |             |                                |                 |
| |                        |             |                                |                 |
| |                        |             |                                |                 |
| Classement de l'étape |                        |             |                                |                 |
| Coureur | Coureur                | Pays        | Équipe                         | Temps           |
| 1re | Nicole Cooke           | Royaume-Uni | Safi-Pasta Zara Manhattan      | 2 h 22 min 16 s |
| 2e | Edita Pučinskaitė      | Lituanie    | SC Michela Fanini Record Rox   | + 14 s          |
| 3e | Nicole Brändli         | Suisse      | SC Michela Fanini Record Rox   | + 18 s          |
| 4e | Walentina Polchanowa   | Russie      | Nobili Rubinetterie-Guerciotti | + 32 s          |
| 5e | Fabiana Luperini       | Italie      | Let's Go Finland               | + 32 s          |
| 6e | Joane Somarriba        | Espagne     | Bizkaia-Panda Software-Durango | + 38 s          |
| 7e | Mirjam Melchers        | Pays-Bas    | Farm Frites-Hartol             | + 38 s          |
| 8e | Swetlana Bubnenkowa    | Russie      | P.M.B. Fenixs-T2               | + 41 s          |
| 9e | Modesta Vžesniauskaitė | Lituanie    | Safi-Pasta Zara Manhattan      | + 1 min 07 s    |
| 10e | Priska Doppmann        | Suisse      | Let's Go Finland               | + 1 min 11 s    |

| \| Classement général \| Classement général \| Classement général \| Classement général \| Classement général \| \| Coureur \| Coureur \| Pays \| Équipe \| Temps \| \| ------------------ \| ---------------------- \| ------------------ \| ------------------------------ \| ------------------ \| \| 1re \| Nicole Cooke \| Royaume-Uni \| Safi-Pasta Zara Manhattan \| 19 h 56 min 13 s \| \| 2e \| Fabiana Luperini \| Italie \| Let's Go Finland \| + 49 s \| \| 3e \| Priska Doppmann \| Suisse \| Let's Go Finland \| + 1 min 05 s \| \| 4e \| Mirjam Melchers \| Pays-Bas \| Farm Frites-Hartol \| + 1 min 28 s \| \| 5e \| Modesta Vžesniauskaitė \| Lituanie \| Safi-Pasta Zara Manhattan \| + 2 min 12 s \| \| 6e \| Walentina Polchanowa \| Russie \| Nobili Rubinetterie-Guerciotti \| + 2 min 22 s \| \| 7e \| Diana Žiliūtė \| Lituanie \| Safi-Pasta Zara Manhattan \| + 2 min 51 s \| \| 8e \| Swetlana Bubnenkowa \| Russie \| P.M.B. Fenixs-T2 \| + 3 min 08 s \| \| 9e \| Olivia Gollan \| Australie \| Australie \| + 3 min 25 s \| \| 10e \| Zulfiya Zabirova \| Russie \| Let's Go Finland \| + 3 min 57 s \| |                        |             |                                |                  |
| |                        |             |                                |                  |
| |                        |             |                                |                  |
| Classement général |                        |             |                                |                  |
| Coureur | Coureur                | Pays        | Équipe                         | Temps            |
| 1re | Nicole Cooke           | Royaume-Uni | Safi-Pasta Zara Manhattan      | 19 h 56 min 13 s |
| 2e | Fabiana Luperini       | Italie      | Let's Go Finland               | + 49 s           |
| 3e | Priska Doppmann        | Suisse      | Let's Go Finland               | + 1 min 05 s     |
| 4e | Mirjam Melchers        | Pays-Bas    | Farm Frites-Hartol             | + 1 min 28 s     |
| 5e | Modesta Vžesniauskaitė | Lituanie    | Safi-Pasta Zara Manhattan      | + 2 min 12 s     |
| 6e | Walentina Polchanowa   | Russie      | Nobili Rubinetterie-Guerciotti | + 2 min 22 s     |
| 7e | Diana Žiliūtė          | Lituanie    | Safi-Pasta Zara Manhattan      | + 2 min 51 s     |
| 8e | Swetlana Bubnenkowa    | Russie      | P.M.B. Fenixs-T2               | + 3 min 08 s     |
| 9e | Olivia Gollan          | Australie   | Australie                      | + 3 min 25 s     |
| 10e | Zulfiya Zabirova       | Russie      | Let's Go Finland               | + 3 min 57 s     |

### 9eétape
L'étape est légèrement descendante jusqu'à l'arrivée à Milan. Trois tours d'un circuit de 3,8 km sont effectués. L'étape se conclut au sprint par la victoire d'Angela Brodtka.
| \| Classement de l'étape \| Classement de l'étape \| Classement de l'étape \| Classement de l'étape \| Classement de l'étape \| \| Coureur \| Coureur \| Pays \| Équipe \| Temps \| \| --------------------- \| --------------------- \| --------------------- \| ------------------------------ \| --------------------- \| \| 1re \| Angela Hennig \| Allemagne \| Farm Frites-Hartol \| 1 h 36 min 58 s \| \| 2e \| Regina Schleicher \| Allemagne \| Safi-Pasta Zara Manhattan \| + 0 s \| \| 3e \| Olga Sljussarewa \| Russie \| Nobili Rubinetterie-Guerciotti \| + 0 s \| \| 4e \| Oenone Wood \| Australie \| Australie \| + 0 s \| \| 5e \| Priska Doppmann \| Suisse \| Let's Go Finland \| + 0 s \| \| 6e \| Annette Beutler \| Suisse \| Lietzsport Cycling \| + 0 s \| \| 7e \| Isabella Wieser \| Autriche \| Lietzsport Cycling \| + 0 s \| \| 8e \| Tania Belvederesi \| Italie \| Acqua & Sapone-Valenti Argenti \| + 0 s \| \| 9e \| Janildes Fernandes \| Brésil \| SC Michela Fanini Record Rox \| + 0 s \| \| 10e \| Diana Žiliūtė \| Lituanie \| Safi-Pasta Zara Manhattan \| + 0 s \| |                    |           |                                |                 |
| |                    |           |                                |                 |
| |                    |           |                                |                 |
| Classement de l'étape |                    |           |                                |                 |
| Coureur | Coureur            | Pays      | Équipe                         | Temps           |
| 1re | Angela Hennig      | Allemagne | Farm Frites-Hartol             | 1 h 36 min 58 s |
| 2e | Regina Schleicher  | Allemagne | Safi-Pasta Zara Manhattan      | + 0 s           |
| 3e | Olga Sljussarewa   | Russie    | Nobili Rubinetterie-Guerciotti | + 0 s           |
| 4e | Oenone Wood        | Australie | Australie                      | + 0 s           |
| 5e | Priska Doppmann    | Suisse    | Let's Go Finland               | + 0 s           |
| 6e | Annette Beutler    | Suisse    | Lietzsport Cycling             | + 0 s           |
| 7e | Isabella Wieser    | Autriche  | Lietzsport Cycling             | + 0 s           |
| 8e | Tania Belvederesi  | Italie    | Acqua & Sapone-Valenti Argenti | + 0 s           |
| 9e | Janildes Fernandes | Brésil    | SC Michela Fanini Record Rox   | + 0 s           |
| 10e | Diana Žiliūtė      | Lituanie  | Safi-Pasta Zara Manhattan      | + 0 s           |

## Classement général final
| \| Classement général \| Classement général \| Classement général \| Classement général \| Classement général \| \| Coureuse \| Coureuse \| Pays \| Équipe \| Temps \| \| ------------------ \| ---------------------- \| ------------------ \| ------------------------------ \| ------------------ \| \| 1re \| Nicole Cooke \| Royaume-Uni \| Safi-Pasta Zara Manhattan \| 21 h 33 min 11 s \| \| 2e \| Fabiana Luperini \| Italie \| Let's Go Finland \| + 57 s \| \| 3e \| Priska Doppmann \| Suisse \| Let's Go Finland \| + 1 min 05 s \| \| 4e \| Mirjam Melchers \| Pays-Bas \| Farm Frites-Hartol \| + 1 min 28 s \| \| 5e \| Modesta Vžesniauskaitė \| Lituanie \| Safi-Pasta Zara Manhattan \| + 2 min 20 s \| \| 6e \| Walentina Polchanowa \| Russie \| Nobili Rubinetterie-Guerciotti \| + 2 min 22 s \| \| 7e \| Diana Žiliūtė \| Lituanie \| Safi-Pasta Zara Manhattan \| + 2 min 51 s \| \| 8e \| Swetlana Bubnenkowa \| Russie \| P.M.B. Fenixs-T2 \| + 3 min 08 s \| \| 9e \| Olivia Gollan \| Australie \| Australie \| + 3 min 25 s \| \| 10e \| Zulfiya Zabirova \| Russie \| Let's Go Finland \| + 3 min 57 s \| |                        |             |                                |                  |
| |                        |             |                                |                  |
| |                        |             |                                |                  |
| Classement général |                        |             |                                |                  |
| Coureuse | Coureuse               | Pays        | Équipe                         | Temps            |
| 1re | Nicole Cooke           | Royaume-Uni | Safi-Pasta Zara Manhattan      | 21 h 33 min 11 s |
| 2e | Fabiana Luperini       | Italie      | Let's Go Finland               | + 57 s           |
| 3e | Priska Doppmann        | Suisse      | Let's Go Finland               | + 1 min 05 s     |
| 4e | Mirjam Melchers        | Pays-Bas    | Farm Frites-Hartol             | + 1 min 28 s     |
| 5e | Modesta Vžesniauskaitė | Lituanie    | Safi-Pasta Zara Manhattan      | + 2 min 20 s     |
| 6e | Walentina Polchanowa   | Russie      | Nobili Rubinetterie-Guerciotti | + 2 min 22 s     |
| 7e | Diana Žiliūtė          | Lituanie    | Safi-Pasta Zara Manhattan      | + 2 min 51 s     |
| 8e | Swetlana Bubnenkowa    | Russie      | P.M.B. Fenixs-T2               | + 3 min 08 s     |
| 9e | Olivia Gollan          | Australie   | Australie                      | + 3 min 25 s     |
| 10e | Zulfiya Zabirova       | Russie      | Let's Go Finland               | + 3 min 57 s     |

### Points UCI
| Position                  | 1er | 2e | 3e | 4e | 5e | 6e | 7e | 8e | 9e | 10e | 11e | 12e | 13e | 14e | 15e | 16e | 17e | 18e | 19e | 20e |
| Classement général        | 50  | 40 | 32 | 26 | 21 | 17 | 14 | 11 | 9  | 7   | 6   | 5   | 4   | 3   | 2   | 2   | 2   | 1   | 1   | 1   |
| Étapes                    | 10  | 8  | 6  | 4  | 2  |    |    |    |    |     |     |     |     |     |     |     |     |     |     |     |
| Demi-étapes               | 3   | 2  | 1  |    |    |    |    |    |    |     |     |     |     |     |     |     |     |     |     |     |
| Port du maillot de leader | 5   |    |    |    |    |    |    |    |    |     |     |     |     |     |     |     |     |     |     |     |

## Classements annexes
| Classement par points | Classement par points | Classement par points | Classement par points          | Classement par points |
| Coureuse              | Coureuse              | Pays                  | Équipe                         | Points                |
| --------------------- | --------------------- | --------------------- | ------------------------------ | --------------------- |
| 1re                   | Oenone Wood           | Australie             | Australie                      | 69 pts                |
| 2e                    | Diana Žiliūtė         | Lituanie              | Safi-Pasta Zara Manhattan      | 60 pts                |
| 3e                    | Olga Sljussarewa      | Russie                | Nobili Rubinetterie-Guerciotti | 60 pts                |
| 4e                    | Angela Hennig         | Allemagne             | Farm Frites-Hartol             | 57 pts                |
| 5e                    | Priska Doppmann       | Suisse                | Let's Go Finland               | 53 pts                |
| 6e                    | Nicole Cooke          | Royaume-Uni           | Safi-Pasta Zara Manhattan      | 39 pts                |
| 7e                    | Regina Schleicher     | Allemagne             | Safi-Pasta Zara Manhattan      | 39 pts                |
| 8e                    | Annette Beutler       | Suisse                | Lietzsport Cycling             | 36 pts                |
| 9e                    | Edita Pučinskaitė     | Lituanie              | SC Michela Fanini Record Rox   | 28 pts                |
| 10e                   | Tania Belvederesi     | Italie                | Acqua & Sapone-Valenti Argenti | 23 pts                |

| Classement par points | Classement par points | Classement par points | Classement par points          | Classement par points |
| Coureuse              | Coureuse              | Pays                  | Équipe                         | Points                |
| --------------------- | --------------------- | --------------------- | ------------------------------ | --------------------- |
| 1re                   | Oenone Wood           | Australie             | Australie                      | 69 pts                |
| 2e                    | Diana Žiliūtė         | Lituanie              | Safi-Pasta Zara Manhattan      | 60 pts                |
| 3e                    | Olga Sljussarewa      | Russie                | Nobili Rubinetterie-Guerciotti | 60 pts                |
| 4e                    | Angela Hennig         | Allemagne             | Farm Frites-Hartol             | 57 pts                |
| 5e                    | Priska Doppmann       | Suisse                | Let's Go Finland               | 53 pts                |
| 6e                    | Nicole Cooke          | Royaume-Uni           | Safi-Pasta Zara Manhattan      | 39 pts                |
| 7e                    | Regina Schleicher     | Allemagne             | Safi-Pasta Zara Manhattan      | 39 pts                |
| 8e                    | Annette Beutler       | Suisse                | Lietzsport Cycling             | 36 pts                |
| 9e                    | Edita Pučinskaitė     | Lituanie              | SC Michela Fanini Record Rox   | 28 pts                |
| 10e                   | Tania Belvederesi     | Italie                | Acqua & Sapone-Valenti Argenti | 23 pts                |

| Classement de la montagne | Classement de la montagne | Classement de la montagne | Classement de la montagne      | Classement de la montagne |
| Coureuse                  | Coureuse                  | Pays                      | Équipe                         | Points                    |
| ------------------------- | ------------------------- | ------------------------- | ------------------------------ | ------------------------- |
| 1re                       | Swetlana Bubnenkowa       | Russie                    | P.M.B. Fenixs-T2               | 61 pts                    |
| 2e                        | Jolanta Polikevičiūtė     | Lituanie                  | USC Chirio Forno d'Asolo       | 36 pts                    |
| 3e                        | Nicole Cooke              | Royaume-Uni               | Safi-Pasta Zara Manhattan      | 30 pts                    |
| 4e                        | Annette Beutler           | Suisse                    | Lietzsport Cycling             | 24 pts                    |
| 5e                        | Nicole Brändli            | Suisse                    | SC Michela Fanini Record Rox   | 20 pts                    |
| 6e                        | Olga Sljussarewa          | Russie                    | Nobili Rubinetterie-Guerciotti | 18 pts                    |
| 7e                        | Walentina Polchanowa      | Russie                    | Nobili Rubinetterie-Guerciotti | 15 pts                    |
| 8e                        | Edita Pučinskaitė         | Lituanie                  | SC Michela Fanini Record Rox   | 12 pts                    |
| 9e                        | Elsbeth van Rooy-Vink     | Pays-Bas                  | Farm Frites-Hartol             | 5 pts                     |
| 10e                       | Olivia Gollan             | Australie                 | Australie                      | 5 pts                     |

| Classement de la montagne | Classement de la montagne | Classement de la montagne | Classement de la montagne      | Classement de la montagne |
| Coureuse                  | Coureuse                  | Pays                      | Équipe                         | Points                    |
| ------------------------- | ------------------------- | ------------------------- | ------------------------------ | ------------------------- |
| 1re                       | Swetlana Bubnenkowa       | Russie                    | P.M.B. Fenixs-T2               | 61 pts                    |
| 2e                        | Jolanta Polikevičiūtė     | Lituanie                  | USC Chirio Forno d'Asolo       | 36 pts                    |
| 3e                        | Nicole Cooke              | Royaume-Uni               | Safi-Pasta Zara Manhattan      | 30 pts                    |
| 4e                        | Annette Beutler           | Suisse                    | Lietzsport Cycling             | 24 pts                    |
| 5e                        | Nicole Brändli            | Suisse                    | SC Michela Fanini Record Rox   | 20 pts                    |
| 6e                        | Olga Sljussarewa          | Russie                    | Nobili Rubinetterie-Guerciotti | 18 pts                    |
| 7e                        | Walentina Polchanowa      | Russie                    | Nobili Rubinetterie-Guerciotti | 15 pts                    |
| 8e                        | Edita Pučinskaitė         | Lituanie                  | SC Michela Fanini Record Rox   | 12 pts                    |
| 9e                        | Elsbeth van Rooy-Vink     | Pays-Bas                  | Farm Frites-Hartol             | 5 pts                     |
| 10e                       | Olivia Gollan             | Australie                 | Australie                      | 5 pts                     |

| Classement du meilleur jeune | Classement du meilleur jeune | Classement du meilleur jeune | Classement du meilleur jeune  | Classement du meilleur jeune |
| Coureuse                     | Coureuse                     | Pays                         | Équipe                        | Temps                        |
| ---------------------------- | ---------------------------- | ---------------------------- | ----------------------------- | ---------------------------- |
| 1re                          | Nicole Cooke                 | Royaume-Uni                  | Safi-Pasta Zara Manhattan     | 21 h 33 min 11 s             |
| 2e                           | Modesta Vžesniauskaitė       | Lituanie                     | Safi-Pasta Zara Manhattan     | + 2 min 20 s                 |
| 3e                           | Barbara Lancioni             | Italie                       | P.M.B. Fenixs-T2              | + 4 min 53 s                 |
| 4e                           | Anna Ramírez Bauxell         | Espagne                      | Espagne                       | + 15 min 02 s                |
| 5e                           | Volha Hayeva                 | Biélorussie                  | Mamma Fanini Team System Data | + 15 min 24 s                |
| 6e                           | Anna Zugno                   | Italie                       | Safi-Pasta Zara Manhattan     | + 16 min 01 s                |
| 7e                           | Corine Hierckens             | Belgique                     | Lietzsport Cycling            | + 16 min 46 s                |
| 8e                           | Uênia Fernandes Da Souza     | Brésil                       | USC Chirio Forno d'Asolo      | + 18 min 09 s                |
| 9e                           | Mette Fischer Andreasen      | Royaume du Danemark          | S.A.T.S                       | + 18 min 31 s                |
| 10e                          | Angela Hennig                | Allemagne                    | Farm Frites-Hartol            | + 22 min 08 s                |

| Classement du meilleur jeune | Classement du meilleur jeune | Classement du meilleur jeune | Classement du meilleur jeune  | Classement du meilleur jeune |
| Coureuse                     | Coureuse                     | Pays                         | Équipe                        | Temps                        |
| ---------------------------- | ---------------------------- | ---------------------------- | ----------------------------- | ---------------------------- |
| 1re                          | Nicole Cooke                 | Royaume-Uni                  | Safi-Pasta Zara Manhattan     | 21 h 33 min 11 s             |
| 2e                           | Modesta Vžesniauskaitė       | Lituanie                     | Safi-Pasta Zara Manhattan     | + 2 min 20 s                 |
| 3e                           | Barbara Lancioni             | Italie                       | P.M.B. Fenixs-T2              | + 4 min 53 s                 |
| 4e                           | Anna Ramírez Bauxell         | Espagne                      | Espagne                       | + 15 min 02 s                |
| 5e                           | Volha Hayeva                 | Biélorussie                  | Mamma Fanini Team System Data | + 15 min 24 s                |
| 6e                           | Anna Zugno                   | Italie                       | Safi-Pasta Zara Manhattan     | + 16 min 01 s                |
| 7e                           | Corine Hierckens             | Belgique                     | Lietzsport Cycling            | + 16 min 46 s                |
| 8e                           | Uênia Fernandes Da Souza     | Brésil                       | USC Chirio Forno d'Asolo      | + 18 min 09 s                |
| 9e                           | Mette Fischer Andreasen      | Royaume du Danemark          | S.A.T.S                       | + 18 min 31 s                |
| 10e                          | Angela Hennig                | Allemagne                    | Farm Frites-Hartol            | + 22 min 08 s                |

| Classement par équipes | Classement par équipes         | Classement par équipes | Classement par équipes |
| Équipe                 | Équipe                         | Pays                   | Temps                  |
| ---------------------- | ------------------------------ | ---------------------- | ---------------------- |
| 1re                    | Safi-Pasta Zara Manhattan      | Italie                 | 62 h 59 min 22 s       |
| 2e                     | Let's Go Finland               | Finlande               | + 1 min 30 s           |
| 3e                     | Farm Frites-Hartol             | Pays-Bas               | + 4 min 37 s           |
| 4e                     | Nobili Rubinetterie-Guerciotti | Italie                 | + 7 min 24 s           |
| 5e                     | P.M.B. Fenixs-T2               | Italie                 | + 9 min 23 s           |
| 6e                     | S.A.T.S.                       | Danemark               | + 9 min 45 s           |
| 7e                     | Lietzsport Cycling             | Autriche               | + 10 min 00 s          |
| 8e                     | Australie                      | Australie              | + 11 min 01 s          |
| 9e                     | SC Michela Fanini Record Rox   | Italie                 | + 14 min 07 s          |
| 10e                    | USC Chirio Forno d'Asolo       | Italie                 | + 16 min 02 s          |

| Classement par équipes | Classement par équipes         | Classement par équipes | Classement par équipes |
| Équipe                 | Équipe                         | Pays                   | Temps                  |
| ---------------------- | ------------------------------ | ---------------------- | ---------------------- |
| 1re                    | Safi-Pasta Zara Manhattan      | Italie                 | 62 h 59 min 22 s       |
| 2e                     | Let's Go Finland               | Finlande               | + 1 min 30 s           |
| 3e                     | Farm Frites-Hartol             | Pays-Bas               | + 4 min 37 s           |
| 4e                     | Nobili Rubinetterie-Guerciotti | Italie                 | + 7 min 24 s           |
| 5e                     | P.M.B. Fenixs-T2               | Italie                 | + 9 min 23 s           |
| 6e                     | S.A.T.S.                       | Danemark               | + 9 min 45 s           |
| 7e                     | Lietzsport Cycling             | Autriche               | + 10 min 00 s          |
| 8e                     | Australie                      | Australie              | + 11 min 01 s          |
| 9e                     | SC Michela Fanini Record Rox   | Italie                 | + 14 min 07 s          |
| 10e                    | USC Chirio Forno d'Asolo       | Italie                 | + 16 min 02 s          |

## Évolution des classements
| Étape              |                              | Vainqueur _       | Classement général | Classement par points | Meilleure grimpeuse | Meilleure jeune | Meilleure équipe _        |
| ------------------ | ---------------------------- | ----------------- | ------------------ | --------------------- | ------------------- | --------------- | ------------------------- |
| Prologue           | prologue                     | Diana Žiliūtė     | Diana Žiliūtė      | Diana Žiliūtė         | non attribué        | Angela Hennig   | Safi-Pasta Zara Manhattan |
| 1re étape          | étape vallonnée              | Oenone Wood       | Diana Žiliūtė      | Diana Žiliūtė         | Olga Sljussarewa    | Angela Hennig   | Safi-Pasta Zara Manhattan |
| 2e étape           | étape vallonnée              | Edita Pučinskaitė | Diana Žiliūtė      | Diana Žiliūtė         | Swetlana Bubnenkowa | Angela Hennig   | Safi-Pasta Zara Manhattan |
| 3e étape           | étape de plaine              | Regina Schleicher | Diana Žiliūtė      | Oenone Wood           | Swetlana Bubnenkowa | Angela Hennig   | Safi-Pasta Zara Manhattan |
| 4e étape           | étape de plaine              | Annette Beutler   | Diana Žiliūtė      | Oenone Wood           | Swetlana Bubnenkowa | Angela Hennig   | Safi-Pasta Zara Manhattan |
| 5e étape           | contre-la-montre par équipes | Let's Go Finland  | Priska Doppmann    | Oenone Wood           | Swetlana Bubnenkowa | Nicole Cooke    | Safi-Pasta Zara Manhattan |
| 6e étape           | étape vallonnée              | Diana Žiliūtė     | Diana Žiliūtė      | Oenone Wood           | Swetlana Bubnenkowa | Nicole Cooke    | Safi-Pasta Zara Manhattan |
| 7e étape           | étape vallonnée              | Olga Sljussarewa  | Diana Žiliūtė      | Oenone Wood           | Swetlana Bubnenkowa | Nicole Cooke    | Safi-Pasta Zara Manhattan |
| 8e étape           | étape de montagne            | Nicole Cooke      | Nicole Cooke       | Oenone Wood           | Swetlana Bubnenkowa | Nicole Cooke    | Safi-Pasta Zara Manhattan |
| 9e étape           | étape de plaine              | Angela Hennig     | Nicole Cooke       | Oenone Wood           | Swetlana Bubnenkowa | Nicole Cooke    | Safi-Pasta Zara Manhattan |
| Classements finals | Classements finals           |                   | Nicole Cooke       | Oenone Wood           | Swetlana Bubnenkowa | Nicole Cooke    | Safi-Pasta Zara Manhattan |

## Liste des participantes
| SC Michela Fanini Record Rox MIC | SC Michela Fanini Record Rox MIC | SC Michela Fanini Record Rox MIC |
| -------------------------------- | -------------------------------- | -------------------------------- |
| Num                              | Coureuse                         | Pos                              |
| 1                                | Nicole Brändli (SUI)             | 13e                              |
| 2                                | Edita Pučinskaitė (LTU)          | 11e                              |
| 3                                | Katia Longhin (ITA)              | 59e                              |
| 4                                | Claudia Marietta (ITA)           | 111e                             |
| 5                                | Janildes Fernandes (BRA)         | 72e                              |
| 6                                | Alessandra Borchi (ITA)          | AB-8                             |
| 7                                | Valentyna Karpenko (UKR)         | 47e                              |
| 8                                | Irene Puccioni (ITA)             | 61e                              |

| Mamma Fanini Team System Data ___ | Mamma Fanini Team System Data ___ | Mamma Fanini Team System Data ___ |
| --------------------------------- | --------------------------------- | --------------------------------- |
| Num                               | Coureuse                          | Pos                               |
| 11                                | Zinaida Stahurskaia (BLR)         | 16e                               |
| 12                                | Volha Hayeva (BLR)                | 40e                               |
| 13                                | Paulina Fiuk (POL)                | AB                                |
| 14                                | Shawn Heidgen (USA)               | 105e                              |
| 15                                | Francesca Lotti (ITA)             | AB                                |
| 16                                | Edita Kubelskienė (LTU)           | 89e                               |
| 17                                | Rosane Kirch (BRA)                | 68e                               |
| 18                                | Elena Shalaeva (RUS)              | 100e                              |

| Acqua & Sapone-Valenti Argenti ASV | Acqua & Sapone-Valenti Argenti ASV | Acqua & Sapone-Valenti Argenti ASV |
| ---------------------------------- | ---------------------------------- | ---------------------------------- |
| Num                                | Coureuse                           | Pos                                |
| 21                                 | Tania Belvederesi (ITA)            | 55e                                |
| 22                                 | Chiara Bartoli (ITA)               | AB-4                               |
| 23                                 | Francesca Castrucci (ITA)          | 30e                                |
| 24                                 | Anna Farina (ITA)                  | 71e                                |
| 25                                 | Letizia Giardinelli (ITA)          | 53e                                |
| 26                                 | Lavinia Tofanelli (ITA)            |                                    |
| 27                                 | Monia Baccaille (ITA)              | AB-6                               |
| 28                                 | Giovanna Troldi (ITA)              | 56e                                |

| Lietzsport Cycling LIE | Lietzsport Cycling LIE | Lietzsport Cycling LIE |
| ---------------------- | ---------------------- | ---------------------- |
| Num                    | Coureuse               | Pos                    |
| 31                     | Annette Beutler (SUI)  | 12e                    |
| 32                     | Barbara Heeb (SUI)     | 20e                    |
| 33                     | Isabella Wieser (AUT)  | 66e                    |
| 34                     | Karin Wieser (AUT)     | 88e                    |
| 35                     | Marion Clignet (FRA)   | 38e                    |
| 36                     | Sandra Rombouts (NED)  | 78e                    |
| 37                     | Corine Hierckens (BEL) | 44e                    |

| Bizkaia-Panda Software-Durango BIZ | Bizkaia-Panda Software-Durango BIZ | Bizkaia-Panda Software-Durango BIZ |
| ---------------------------------- | ---------------------------------- | ---------------------------------- |
| Num                                | Coureuse                           | Pos                                |
| 41                                 | Joane Somarriba (ESP)              | 24e                                |
| 42                                 | Ghita Beltman (NED)                | 46e                                |
| 43                                 | Arantzazu Azpiroz (ESP)            | 96e                                |
| 44                                 | Agurtzane Elorriaga (ESP)          | 92e                                |
| 45                                 | Gema Pascual (ESP)                 | 65e                                |
| 46                                 | Maitane Telletxea (ESP)            | 102e                               |
| 47                                 | Naiara Telletxea (ESP)             | 113e                               |
| 48                                 | Cristina Alcalde (ESP)             | 35e                                |

| Aliverti-Bianchi-Kookai ALI | Aliverti-Bianchi-Kookai ALI  | Aliverti-Bianchi-Kookai ALI |
| --------------------------- | ---------------------------- | --------------------------- |
| Num                         | Coureuse                     | Pos                         |
| 51                          | Marianna Lorenzoni (ITA)     | 51e                         |
| 52                          | Valentina Alessio (ITA)      | 101e                        |
| 53                          | Azucena Sanchez Benito (ESP) | 103e                        |
| 54                          | Lise Christensen             | 34e                         |
| 55                          | Maja Adamsen (DEN)           | 37e                         |
| 56                          | Dorte Lohse Rasmussen (DEN)  | 31e                         |
| 57                          | Camilla Larsson (SWE)        | AB-9                        |
| 58                          | Vera Carrara (ITA)           | 42e                         |

| Società Sportiva Lazio Ciclismo Team Ladispoli LCT | Società Sportiva Lazio Ciclismo Team Ladispoli LCT | Società Sportiva Lazio Ciclismo Team Ladispoli LCT |
| -------------------------------------------------- | -------------------------------------------------- | -------------------------------------------------- |
| Num                                                | Coureuse                                           | Pos                                                |
| 61                                                 | Silvia Parietti (ITA)                              | 60e                                                |
| 62                                                 | Monica Ceccon (ITA)                                | 110e                                               |
| 63                                                 | Palmira Onnembo (ITA)                              | 106e                                               |
| 64                                                 | Emanuela Citracca (ITA)                            | 87e                                                |
| 65                                                 | Noelia Soledad Fernandez (ARG)                     | 95e                                                |
| 66                                                 | Allyson Brandt (USA)                               | 104e                                               |
| 67                                                 | Ann Turrin (CAN)                                   | 108e                                               |
| 68                                                 | Maria Lucilene Silva (BRA)                         | AB-8                                               |

| Bike New Zealand ___ | Bike New Zealand ___     | Bike New Zealand ___ |
| -------------------- | ------------------------ | -------------------- |
| Num                  | Coureuse                 | Pos                  |
| 71                   | Toni Bradshaw (NZL)      | 69e                  |
| 72                   | Johanna Buick (NZL)      | 82e                  |
| 73                   | Melissa Holt (NZL)       | AB-8                 |
| 74                   | Michelle Hyland (NZL)    | AB-6                 |
| 75                   | Joanne Kiesanowski (NZL) | AB-6                 |
| 76                   | Marie Tyedale (NZL)      | 98e                  |
| 77                   | Robyn Wong (NZL)         | 84e                  |
| 78                   | Susie Wood (NZL)         | 50e                  |

| P.M.B. Fenixs-T2 ___ | P.M.B. Fenixs-T2 ___       | P.M.B. Fenixs-T2 ___ |
| -------------------- | -------------------------- | -------------------- |
| Num                  | Coureuse                   | Pos                  |
| 81                   | Swetlana Bubnenkowa (RUS)  | 8e                   |
| 82                   | Luisa Tamanini (ITA)       | 107e                 |
| 83                   | Barbara Lancioni (ITA)     | 17e                  |
| 84                   | Natalia Katchalka (UKR)    | 74e                  |
| 85                   | Nina Ovcharenko (UKR)      | 73e                  |
| 86                   | Katie Brown (AUS)          | 112e                 |
| 87                   | Julia Martisova (RUS)      | 32e                  |
| 88                   | Alessandra D'Ettorre (ITA) | 109e                 |

| Espagne ESP | Espagne ESP           | Espagne ESP |
| ----------- | --------------------- | ----------- |
| Num         | Coureuse              | Pos         |
| 91          | Teodora Ruano         | 19e         |
| 92          | María Isabel Moreno   | AB-8        |
| 93          | Anna Ramírez Bauxell  | 39e         |
| 94          | Leticia Gil           | 94e         |
| 95          | Iosune Murillo Elkano | 93e         |
| 96          | Alicia Palop          | 114e        |

| Farm Frites-Hartol FAR | Farm Frites-Hartol FAR      | Farm Frites-Hartol FAR |
| ---------------------- | --------------------------- | ---------------------- |
| Num                    | Coureuse                    | Pos                    |
| 101                    | Mirjam Melchers (NED)       | 4e                     |
| 102                    | Anouska van der Zee (NED)   | 18e                    |
| 103                    | Elsbeth van Rooy-Vink (NED) | 41e                    |
| 104                    | Rachel Heal (GBR)           | 15e                    |
| 105                    | Miho Oki (JPN)              | 45e                    |
| 106                    | Adrie Visser (NED)          | 70e                    |
| 107                    | Esther Van Der Helm (NED)   | 67e                    |
| 108                    | Angela Hennig (GER)         | 57e                    |

| S.A.T.S TSA | S.A.T.S TSA                | S.A.T.S TSA |
| ----------- | -------------------------- | ----------- |
| Num         | Coureuse                   | Pos         |
| 111         | Susanne Ljungskog (SWE)    | AB-9        |
| 112         | Anita Valen de Vries (NOR) | 27e         |
| 113         | Mette Fischer Andreasen    | 49e         |
| 114         | Trine Hansen               | 14e         |
| 115         | Mari Holden (USA)          | AB          |
| 116         | Christina Peick-Andersen   | 33e         |
| 117         | Meredith Miller (USA)      | 77e         |
| 118         | Rochelle Gilmore (AUS)     | AB-1        |

| Nobili Rubinetterie-Guerciotti NRG | Nobili Rubinetterie-Guerciotti NRG | Nobili Rubinetterie-Guerciotti NRG |
| ---------------------------------- | ---------------------------------- | ---------------------------------- |
| Num                                | Coureuse                           | Pos                                |
| 121                                | Sigrid Corneo (ITA)                | 36e                                |
| 122                                | Catherine Marsal (FRA)             | 90e                                |
| 123                                | Walentina Polchanowa (RUS)         | 6e                                 |
| 124                                | Lada Kozlíková (CZE)               | 25e                                |
| 125                                | Olga Sljussarewa (RUS)             | 23e                                |
| 126                                | Ombretta Ugolini (ITA)             | 54e                                |
| 127                                | Alison Wright (AUS)                | 62e                                |
| 128                                | Sabrina Emmasi (SUI)               | 76e                                |

| Let's Go Finland LGF | Let's Go Finland LGF    | Let's Go Finland LGF |
| -------------------- | ----------------------- | -------------------- |
| Num                  | Coureuse                | Pos                  |
| 131                  | Zulfiya Zabirova (RUS)  | 10e                  |
| 132                  | Fabiana Luperini (ITA)  | 2e                   |
| 133                  | Eneritz Iturriaga (ESP) | 21e                  |
| 134                  | Priska Doppmann (SUI)   | 3e                   |
| 135                  | Martina Corazza (ITA)   | 75e                  |
| 136                  | Rebecca McConnell (AUS) | 97e                  |
| 137                  | Kettj Manfrin (ITA)     | 91e                  |

| USC Chirio Forno d'Asolo USC | USC Chirio Forno d'Asolo USC   | USC Chirio Forno d'Asolo USC |
| ---------------------------- | ------------------------------ | ---------------------------- |
| Num                          | Coureuse                       | Pos                          |
| 141                          | Alessandra Cappellotto (ITA)   | AB-7                         |
| 142                          | Rasa Polikevičiūtė (LTU)       | 26e                          |
| 143                          | Jolanta Polikevičiūtė (LTU)    | 28e                          |
| 144                          | Marina Gloria Chirio (ITA)     | 85e                          |
| 145                          | Clemilda Fernandes (BRA)       | 52e                          |
| 146                          | Uênia Fernandes Da Souza (BRA) | 48e                          |
| 147                          | Costanza Martinelli (ITA)      | 99e                          |
| 148                          | Milena Pirola (ITA)            | 81e                          |

| Safi-Pasta Zara Manhattan SAF | Safi-Pasta Zara Manhattan SAF | Safi-Pasta Zara Manhattan SAF |
| ----------------------------- | ----------------------------- | ----------------------------- |
| Num                           | Coureuse                      | Pos                           |
| 151                           | Iryna Chuzhynova (UKR)        | 86e                           |
| 152                           | Nicole Cooke (GBR)            | 1re                           |
| 153                           | Diana Žiliūtė (LTU)           | 7e                            |
| 154                           | Zita Urbonaitė (LTU)          | 63e                           |
| 155                           | Regina Schleicher (GER)       | 56e                           |
| 156                           | Anna Zugno (ITA)              | 43e                           |
| 157                           | Gessica Turato (ITA)          | 80e                           |
| 158                           | Modesta Vžesniauskaitė (LTU)  | 5e                            |

| Australie AUS | Australie AUS    | Australie AUS |
| ------------- | ---------------- | ------------- |
| Num           | Coureuse         | Pos           |
| 161           | Oenone Wood      | 22e           |
| 162           | Natalie Bates    | 64e           |
| 163           | Olivia Gollan    | 9e            |
| 164           | Amy Gillett      | 79e           |
| 165           | Margaret Hemsley | 29e           |
| 166           | Emma James       | 83e           |

| SC Michela Fanini Record Rox MIC | SC Michela Fanini Record Rox MIC | SC Michela Fanini Record Rox MIC |
| -------------------------------- | -------------------------------- | -------------------------------- |
| Num                              | Coureuse                         | Pos                              |
| 1                                | Nicole Brändli (SUI)             | 13e                              |
| 2                                | Edita Pučinskaitė (LTU)          | 11e                              |
| 3                                | Katia Longhin (ITA)              | 59e                              |
| 4                                | Claudia Marietta (ITA)           | 111e                             |
| 5                                | Janildes Fernandes (BRA)         | 72e                              |
| 6                                | Alessandra Borchi (ITA)          | AB-8                             |
| 7                                | Valentyna Karpenko (UKR)         | 47e                              |
| 8                                | Irene Puccioni (ITA)             | 61e                              |

| Mamma Fanini Team System Data ___ | Mamma Fanini Team System Data ___ | Mamma Fanini Team System Data ___ |
| --------------------------------- | --------------------------------- | --------------------------------- |
| Num                               | Coureuse                          | Pos                               |
| 11                                | Zinaida Stahurskaia (BLR)         | 16e                               |
| 12                                | Volha Hayeva (BLR)                | 40e                               |
| 13                                | Paulina Fiuk (POL)                | AB                                |
| 14                                | Shawn Heidgen (USA)               | 105e                              |
| 15                                | Francesca Lotti (ITA)             | AB                                |
| 16                                | Edita Kubelskienė (LTU)           | 89e                               |
| 17                                | Rosane Kirch (BRA)                | 68e                               |
| 18                                | Elena Shalaeva (RUS)              | 100e                              |

| Acqua & Sapone-Valenti Argenti ASV | Acqua & Sapone-Valenti Argenti ASV | Acqua & Sapone-Valenti Argenti ASV |
| ---------------------------------- | ---------------------------------- | ---------------------------------- |
| Num                                | Coureuse                           | Pos                                |
| 21                                 | Tania Belvederesi (ITA)            | 55e                                |
| 22                                 | Chiara Bartoli (ITA)               | AB-4                               |
| 23                                 | Francesca Castrucci (ITA)          | 30e                                |
| 24                                 | Anna Farina (ITA)                  | 71e                                |
| 25                                 | Letizia Giardinelli (ITA)          | 53e                                |
| 26                                 | Lavinia Tofanelli (ITA)            |                                    |
| 27                                 | Monia Baccaille (ITA)              | AB-6                               |
| 28                                 | Giovanna Troldi (ITA)              | 56e                                |

| Lietzsport Cycling LIE | Lietzsport Cycling LIE | Lietzsport Cycling LIE |
| ---------------------- | ---------------------- | ---------------------- |
| Num                    | Coureuse               | Pos                    |
| 31                     | Annette Beutler (SUI)  | 12e                    |
| 32                     | Barbara Heeb (SUI)     | 20e                    |
| 33                     | Isabella Wieser (AUT)  | 66e                    |
| 34                     | Karin Wieser (AUT)     | 88e                    |
| 35                     | Marion Clignet (FRA)   | 38e                    |
| 36                     | Sandra Rombouts (NED)  | 78e                    |
| 37                     | Corine Hierckens (BEL) | 44e                    |

| Bizkaia-Panda Software-Durango BIZ | Bizkaia-Panda Software-Durango BIZ | Bizkaia-Panda Software-Durango BIZ |
| ---------------------------------- | ---------------------------------- | ---------------------------------- |
| Num                                | Coureuse                           | Pos                                |
| 41                                 | Joane Somarriba (ESP)              | 24e                                |
| 42                                 | Ghita Beltman (NED)                | 46e                                |
| 43                                 | Arantzazu Azpiroz (ESP)            | 96e                                |
| 44                                 | Agurtzane Elorriaga (ESP)          | 92e                                |
| 45                                 | Gema Pascual (ESP)                 | 65e                                |
| 46                                 | Maitane Telletxea (ESP)            | 102e                               |
| 47                                 | Naiara Telletxea (ESP)             | 113e                               |
| 48                                 | Cristina Alcalde (ESP)             | 35e                                |

| Aliverti-Bianchi-Kookai ALI | Aliverti-Bianchi-Kookai ALI  | Aliverti-Bianchi-Kookai ALI |
| --------------------------- | ---------------------------- | --------------------------- |
| Num                         | Coureuse                     | Pos                         |
| 51                          | Marianna Lorenzoni (ITA)     | 51e                         |
| 52                          | Valentina Alessio (ITA)      | 101e                        |
| 53                          | Azucena Sanchez Benito (ESP) | 103e                        |
| 54                          | Lise Christensen             | 34e                         |
| 55                          | Maja Adamsen (DEN)           | 37e                         |
| 56                          | Dorte Lohse Rasmussen (DEN)  | 31e                         |
| 57                          | Camilla Larsson (SWE)        | AB-9                        |
| 58                          | Vera Carrara (ITA)           | 42e                         |

| Società Sportiva Lazio Ciclismo Team Ladispoli LCT | Società Sportiva Lazio Ciclismo Team Ladispoli LCT | Società Sportiva Lazio Ciclismo Team Ladispoli LCT |
| -------------------------------------------------- | -------------------------------------------------- | -------------------------------------------------- |
| Num                                                | Coureuse                                           | Pos                                                |
| 61                                                 | Silvia Parietti (ITA)                              | 60e                                                |
| 62                                                 | Monica Ceccon (ITA)                                | 110e                                               |
| 63                                                 | Palmira Onnembo (ITA)                              | 106e                                               |
| 64                                                 | Emanuela Citracca (ITA)                            | 87e                                                |
| 65                                                 | Noelia Soledad Fernandez (ARG)                     | 95e                                                |
| 66                                                 | Allyson Brandt (USA)                               | 104e                                               |
| 67                                                 | Ann Turrin (CAN)                                   | 108e                                               |
| 68                                                 | Maria Lucilene Silva (BRA)                         | AB-8                                               |

| Bike New Zealand ___ | Bike New Zealand ___     | Bike New Zealand ___ |
| -------------------- | ------------------------ | -------------------- |
| Num                  | Coureuse                 | Pos                  |
| 71                   | Toni Bradshaw (NZL)      | 69e                  |
| 72                   | Johanna Buick (NZL)      | 82e                  |
| 73                   | Melissa Holt (NZL)       | AB-8                 |
| 74                   | Michelle Hyland (NZL)    | AB-6                 |
| 75                   | Joanne Kiesanowski (NZL) | AB-6                 |
| 76                   | Marie Tyedale (NZL)      | 98e                  |
| 77                   | Robyn Wong (NZL)         | 84e                  |
| 78                   | Susie Wood (NZL)         | 50e                  |

| P.M.B. Fenixs-T2 ___ | P.M.B. Fenixs-T2 ___       | P.M.B. Fenixs-T2 ___ |
| -------------------- | -------------------------- | -------------------- |
| Num                  | Coureuse                   | Pos                  |
| 81                   | Swetlana Bubnenkowa (RUS)  | 8e                   |
| 82                   | Luisa Tamanini (ITA)       | 107e                 |
| 83                   | Barbara Lancioni (ITA)     | 17e                  |
| 84                   | Natalia Katchalka (UKR)    | 74e                  |
| 85                   | Nina Ovcharenko (UKR)      | 73e                  |
| 86                   | Katie Brown (AUS)          | 112e                 |
| 87                   | Julia Martisova (RUS)      | 32e                  |
| 88                   | Alessandra D'Ettorre (ITA) | 109e                 |

| Espagne ESP | Espagne ESP           | Espagne ESP |
| ----------- | --------------------- | ----------- |
| Num         | Coureuse              | Pos         |
| 91          | Teodora Ruano         | 19e         |
| 92          | María Isabel Moreno   | AB-8        |
| 93          | Anna Ramírez Bauxell  | 39e         |
| 94          | Leticia Gil           | 94e         |
| 95          | Iosune Murillo Elkano | 93e         |
| 96          | Alicia Palop          | 114e        |

| Farm Frites-Hartol FAR | Farm Frites-Hartol FAR      | Farm Frites-Hartol FAR |
| ---------------------- | --------------------------- | ---------------------- |
| Num                    | Coureuse                    | Pos                    |
| 101                    | Mirjam Melchers (NED)       | 4e                     |
| 102                    | Anouska van der Zee (NED)   | 18e                    |
| 103                    | Elsbeth van Rooy-Vink (NED) | 41e                    |
| 104                    | Rachel Heal (GBR)           | 15e                    |
| 105                    | Miho Oki (JPN)              | 45e                    |
| 106                    | Adrie Visser (NED)          | 70e                    |
| 107                    | Esther Van Der Helm (NED)   | 67e                    |
| 108                    | Angela Hennig (GER)         | 57e                    |

| S.A.T.S TSA | S.A.T.S TSA                | S.A.T.S TSA |
| ----------- | -------------------------- | ----------- |
| Num         | Coureuse                   | Pos         |
| 111         | Susanne Ljungskog (SWE)    | AB-9        |
| 112         | Anita Valen de Vries (NOR) | 27e         |
| 113         | Mette Fischer Andreasen    | 49e         |
| 114         | Trine Hansen               | 14e         |
| 115         | Mari Holden (USA)          | AB          |
| 116         | Christina Peick-Andersen   | 33e         |
| 117         | Meredith Miller (USA)      | 77e         |
| 118         | Rochelle Gilmore (AUS)     | AB-1        |

| Nobili Rubinetterie-Guerciotti NRG | Nobili Rubinetterie-Guerciotti NRG | Nobili Rubinetterie-Guerciotti NRG |
| ---------------------------------- | ---------------------------------- | ---------------------------------- |
| Num                                | Coureuse                           | Pos                                |
| 121                                | Sigrid Corneo (ITA)                | 36e                                |
| 122                                | Catherine Marsal (FRA)             | 90e                                |
| 123                                | Walentina Polchanowa (RUS)         | 6e                                 |
| 124                                | Lada Kozlíková (CZE)               | 25e                                |
| 125                                | Olga Sljussarewa (RUS)             | 23e                                |
| 126                                | Ombretta Ugolini (ITA)             | 54e                                |
| 127                                | Alison Wright (AUS)                | 62e                                |
| 128                                | Sabrina Emmasi (SUI)               | 76e                                |

| Let's Go Finland LGF | Let's Go Finland LGF    | Let's Go Finland LGF |
| -------------------- | ----------------------- | -------------------- |
| Num                  | Coureuse                | Pos                  |
| 131                  | Zulfiya Zabirova (RUS)  | 10e                  |
| 132                  | Fabiana Luperini (ITA)  | 2e                   |
| 133                  | Eneritz Iturriaga (ESP) | 21e                  |
| 134                  | Priska Doppmann (SUI)   | 3e                   |
| 135                  | Martina Corazza (ITA)   | 75e                  |
| 136                  | Rebecca McConnell (AUS) | 97e                  |
| 137                  | Kettj Manfrin (ITA)     | 91e                  |

| USC Chirio Forno d'Asolo USC | USC Chirio Forno d'Asolo USC   | USC Chirio Forno d'Asolo USC |
| ---------------------------- | ------------------------------ | ---------------------------- |
| Num                          | Coureuse                       | Pos                          |
| 141                          | Alessandra Cappellotto (ITA)   | AB-7                         |
| 142                          | Rasa Polikevičiūtė (LTU)       | 26e                          |
| 143                          | Jolanta Polikevičiūtė (LTU)    | 28e                          |
| 144                          | Marina Gloria Chirio (ITA)     | 85e                          |
| 145                          | Clemilda Fernandes (BRA)       | 52e                          |
| 146                          | Uênia Fernandes Da Souza (BRA) | 48e                          |
| 147                          | Costanza Martinelli (ITA)      | 99e                          |
| 148                          | Milena Pirola (ITA)            | 81e                          |

| Safi-Pasta Zara Manhattan SAF | Safi-Pasta Zara Manhattan SAF | Safi-Pasta Zara Manhattan SAF |
| ----------------------------- | ----------------------------- | ----------------------------- |
| Num                           | Coureuse                      | Pos                           |
| 151                           | Iryna Chuzhynova (UKR)        | 86e                           |
| 152                           | Nicole Cooke (GBR)            | 1re                           |
| 153                           | Diana Žiliūtė (LTU)           | 7e                            |
| 154                           | Zita Urbonaitė (LTU)          | 63e                           |
| 155                           | Regina Schleicher (GER)       | 56e                           |
| 156                           | Anna Zugno (ITA)              | 43e                           |
| 157                           | Gessica Turato (ITA)          | 80e                           |
| 158                           | Modesta Vžesniauskaitė (LTU)  | 5e                            |

| Australie AUS | Australie AUS    | Australie AUS |
| ------------- | ---------------- | ------------- |
| Num           | Coureuse         | Pos           |
| 161           | Oenone Wood      | 22e           |
| 162           | Natalie Bates    | 64e           |
| 163           | Olivia Gollan    | 9e            |
| 164           | Amy Gillett      | 79e           |
| 165           | Margaret Hemsley | 29e           |
| 166           | Emma James       | 83e           |

### Organisation et règlement de la course

#### Comité d'organisation
L'épreuve est organisée par l'Associazione ciclosportivi Sovico.

#### Incidents de course
Le règlement de la course permet à une coureuse victime d'un accident de course dans le dernier kilomètre d'une étape et qui se verrait retardée pour cette raison de ne pas perdre de temps au classement général. La règle ne s'applique pas aux étapes cinq et huit.

#### Délais
Lors d'une course cycliste, les coureuses sont tenus d'arriver dans un laps de temps imparti déterminé à partir du temps de la première pour pouvoir être classées. Ces délais sont variables selon la difficulté d'une étape, une étape plus difficile bénéficiant d'un pourcentage de délais plus important. Lors de cette édition du Tour d'Italie féminin, les délais prévus sont :
- 10% pour les étapes plates, soit la 4e étape.
- 14% pour les étapes de difficulté moyenne, soit les 1re, 2e, 3e, 6e et 9e étapes.
- 35% pour les étapes de montagne, soit les 7e et 8e étapes
- 30% pour les contre-la-montres, soit la 5e étape.

#### Classements et bonifications

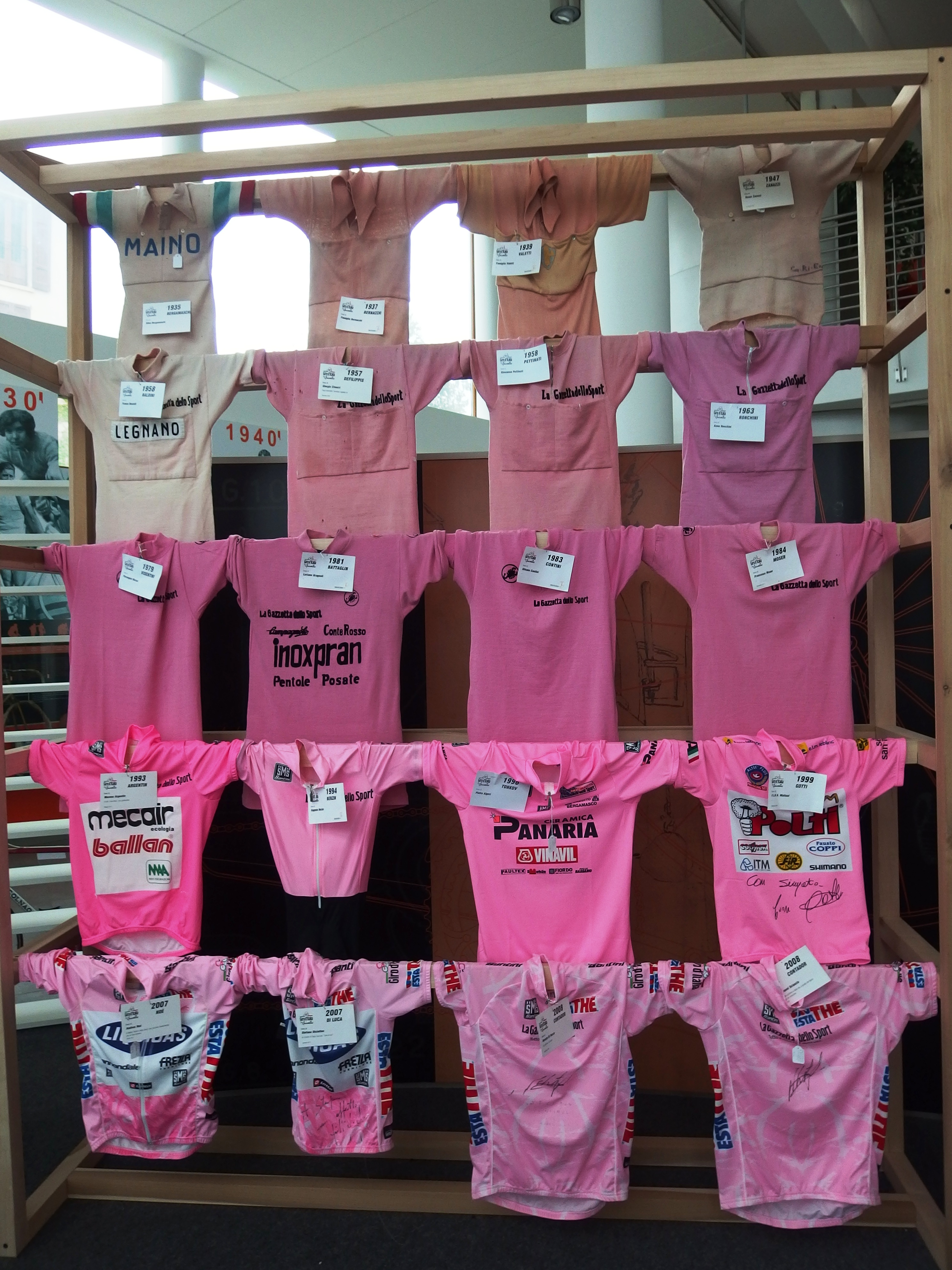
La coureuse en tête du classement général porte un maillot rose, comme sur le Tour d'Italie masculin

Le classement général individuel au temps est calculé par le cumul des temps enregistrés dans chacune des étapes parcourues. Des bonifications et d'éventuelles pénalisations sont incluses dans le calcul du classement. La coureuse qui est première de ce classement est porteuse du maillot rose.
Des bonifications sont attribuées dans cette épreuve. Les étapes donnent lieu à dix secondes, six secondes et quatre secondes pour les trois premières coureuses classées. Les demi-étapes attribuent six, quatre et deux secondes de bonifications.

##### Classement de la meilleure grimpeuse
Le classement du meilleur grimpeur, ou classement des monts, est un classement spécifique basé sur les arrivées au sommet des ascensions répertoriées dans l'ensemble de la course. Elles sont classées en trois catégories. Les ascensions de première catégorie rapportent respectivement 12, 10, 8, 6 et 4 points aux cinq premières coureuses, celles de deuxième catégorie 9, 7, 5, 3 et 1 point enfin celles de troisième catégorie 5, 4, 3, 2 et 1 point. Sur cette édition 2004, il y a un total de douze ascensions. Le premier du classement des monts est détenteur du maillot vert. En cas d'égalité, les coureuses sont prioritairement départagées par le nombre de premières places aux sommets des côtes de première catégorie. Si l'égalité persiste, les premières places aux sommets des côtes de deuxième catégorie puis troisième catégorie sont prises en considération. En dernier recours, le classement général sert à départager les coureuses. Pour être classée, une coureuse doit avoir terminée la course dans les délais.

##### Classement par points
Le maillot cyclamen récompense le classement par points. Celui-ci se calcule selon le classement lors des arrivées d'étape. Les dix premières se voient accorder des points selon le décompte suivant : 15, 12, 10, 8, 6, 5, 4, 3, 2, 1 point. En cas d'égalité, les coureuses sont prioritairement départagées par le nombre de victoires d'étapes. Si l'égalité persiste, la place obtenue au classement général entrent en compte. Pour être classée, une coureuse doit avoir terminée la course dans les délais.

##### Classement de la meilleure jeune
Le classement de la meilleure jeune ne concerne qu'une certaine catégorie de coureuses, celles étant âgées de moins de 23 ans. C'est-à-dire aux coureuses nées après le 1er janvier 1981. Ce classement, basé sur le classement général, attribue au premier un maillot blanc.

##### Répartition des maillots
Chaque coureuse en tête d'un classement est porteuse du maillot ou du dossard distinctif correspondant. Cependant, dans le cas où une coureuse dominerait plusieurs classements, celle-ci ne porte qu'un seul maillot distinctif, selon une priorité de classements. Le classement général au temps est le classement prioritaire, suivi du classement général par points, du classement général du meilleur grimpeur, du classement de la meilleure jeune. Si ce cas de figure se produit, le maillot correspondant au classement annexe de priorité inférieure n'est pas porté par celle qui domine ce classement mais par son deuxième.

#### Primes
Le prologue et les demi-étapes permettent de remporter les primes suivantes :
| Position | 1er   | 2e   | 3e   | 4e   | 5e   | 6e   | 7e   | 8e   | 9e   | 10e  |
| Prix     | 124 € | 62 € | 46 € | 36 € | 32 € | 29 € | 26 € | 22 € | 19 € | 17 € |

Ensuite les primes se réduisent jusqu'à 7 € pour la vingt-cinquième.
Les autres étapes sont dotées de la manière suivante :
| Position | 1er   | 2e    | 3e   | 4e   | 5e   | 6e   | 7e   | 8e   | 9e   | 10e  |
| Prix     | 248 € | 124 € | 91 € | 72 € | 66 € | 59 € | 52 € | 46 € | 42 € | 32 € |

Ensuite les primes se réduisent jusqu'à 10 € pour la vingt-cinquième.
Le classement général final attribue les sommes suivantes :
| Position | 1er   | 2e    | 3e    | 4e    | 5e    | 6e    | 7e   | 8e   | 9e   | 10e  |
| Prix     | 457 € | 230 € | 165 € | 149 € | 131 € | 115 € | 99 € | 89 € | 79 € | 70 € |

Ensuite les primes se réduisent jusqu'à 14 € pour la vingt-cinquième.
Sur le contre-la-montre par équipes, les primes sont de 355 €, 240 €, 178 €, 146 €, 126 €.

#### Prix
Par ailleurs, à l'issue du classement général final, le meilleur grimpeur et le vainqueur du classement par points remporte 250 €, le 2e 150 € et le 3e 100 €. La meilleure jeune remporte 250 €.

### Autre
- (it) Site officiel